# PAOK FC
판테살로니케이오스 아틀리티코스 오밀로스 콘스탄티누폴리톤(그리스어: Πανθεσσαλονίκειος Αθλητικός Όμιλος Κωνσταντινουπολιτών, "콘스탄티노폴리스인들의 범테살로니키 체육 클럽")은 흔히 파오크(그리스어: ΠΑΟΚ ˈpa.ok[*])로 알려진 그리스 북부 마케도니아의 테살로니키를 연고로 하는 그리스의 축구 클럽이다.
PAOK는 현재 1부 리그인 수페르리가 엘라다에 속해 있으며 이 리그에서 세 차례 우승을 거두었다. 클럽의 홈구장은 PAOK 스타디움이다.

## 역사

### 창단 및 초창기
PAOK FC는 PAOK 스포츠 클럽의 가장 오래된 클럽으로, 1877년에 이스탄불 페라의 그리스계 주민들에 의해 창단된 에르미스(그리스어: Ερμής)의 후신이다.

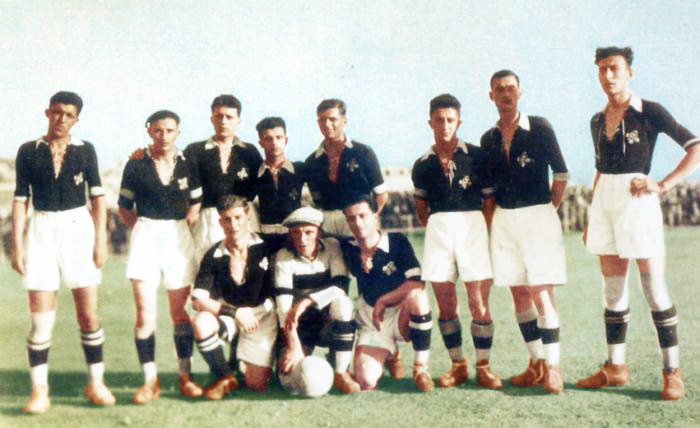
1926년 PAOK 선수단.

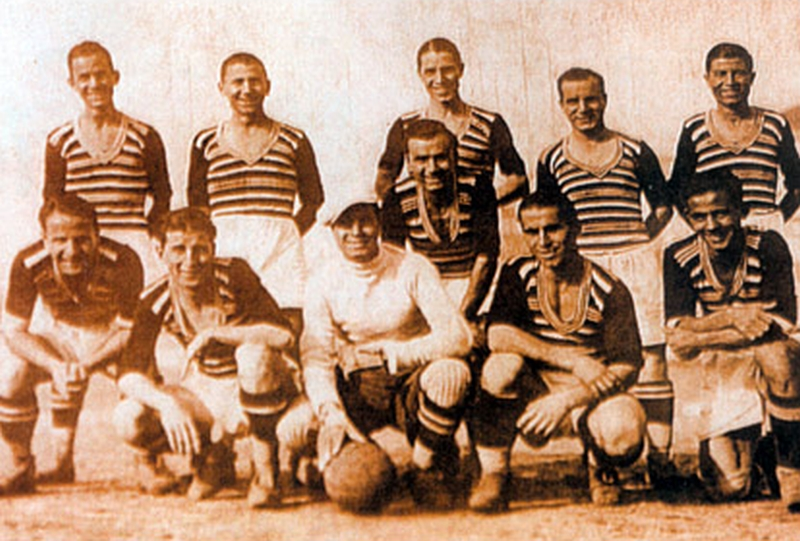
1937년 선수단.

그러나, 소아시아 사태로 인해 클럽의 활동이 갑자기 끝났고, 대부분의 선수들이 그리스로 이주하게 되었다. 클럽의 잔재는 남은 주민들로 구성된 클럽 (나중에 폴리타키아 (πολιτακια) 라고 불림) 이었다. 피난민들은 테살로니키에 정착한 후 PAOK를 설립하였다. 새 클럽의 초창기 (1925년) 이름은 ΑΕΚ 테살로니키 (테살로니키의 콘스탄티노폴리스인들) 이었고, 1년 후, PAOK가 더 개방적이고 큰 클럽이 되기 위한 의지에 의해서 설립되었다. 헤르메스의 후신으로 존재하는 다른 클럽들로는 베욜루와 AEK가 있다.
클럽의 선언은 1926년 4월 20일, 테살로니키 1심 법원에 의해 수락 (822조) 되었다. 1926년에 코스타스 코엠초풀로스 (페라 클럽의 회장) 가 도입한 PAOK의 첫 엠블럼은 네잎 클로버와 말굽이었다. 잎사귀는 녹색으로, 각 잎사귀에 P, A, O, K로 적혀 있었다.
클럽의 창립을 함께했던 사람들은 다음과 같다:
T. 트리안타필리디스, (초대 회장) 하산 쾨프륄뤼, (2대 회장) A. 앙겔로풀로스, (3대 회장) A. 아타나시아디스, K. 아나그노스티디스, M. 벤투렐리스, A. 디미트리아디스, D. 디미트리아디스, N. 줌불리디스, M. 테오도시아디스, T. 이오아키모풀로스, P. 칼파크초글루, T. 카르참베키스, D. 코엠초풀로스, K. 코엠초풀로스, P. 콘토풀로스, K. 크리티코스, M. 콘스탄티니디스, P. 말레츠카스, I. 니콜라이디스, L. 파파도풀로스, F. 가모스피토스, F. 사만초풀로스, T. 출카스, M. 출카스, S. 트리안타필리디스.
클럽의 설립으로부터 두달간 선수단을 준비한 후, 테살로니키의 타팀과 경쟁하는 것이 결정되었다. 클럽의 첫 상대는 이라클리스로 7월 26일 치른 이 경기에서 2-1로 이겼다. 2주 후, PAOK는 아리스에게 2-5로 패하였다.
클럽 창립자들과 PAOK의 단체 일원들이 마주한 홈구장 건립은 노력 끝에 1928년에 현실로 다가왔으며, 1930년 12월 12일에 신트리바니우 축구장 (Συντριβανίου Ποδόσφαιρο Στάδιο) 이 공식으로 개장했다. 이후, 아리스와 친선경기를 벌여 PAOK가 2-1 승리를 쟁취했다.
첫 프로 계약서는 역사적 의의를 지닌 문서였다. 이 문서는 클럽이 1928년 9월 5일에 서명했다. 계약 조항에 따라, 페라 클럽의 히브리아계 프랑스인 축구 선수인 레이몽 에티엔은 4,000 ₯를 월급으로 지급받게 되었다. 계약서는 멜레티누 박사, (PAOK 회장) 사켈라로풀로스 씨 (명예 비서) 가 서명하였다.
1929년, AEK 테살로니키 (ΑΕΚ Θεσσαλονίκη)의 합병으로 PAOK는 문양을 변경했다. 클럽의 새 문양은 비잔티움 제국의 상징인 쌍두독수리가 포함되었고, 현재까지 사용되며, 콘스탄티노폴리스 피난민들의 유산을 상징한다. PAOK 독수리에 드러나는 차이점은 날개를 피지 않았고, 흑색과 백색을 사용하는 것인데, 흑색은 실향의 비극에 대한 애도를, 백색은 더 나은 미래에 대한 희망을 상징한다.
클럽의 첫 외국인 감독은 독일인 루돌프 간저로, 1931-32 시즌에 PAOK의 감독으로 역임했다.
제2차 세계 대전과 독일의 그리스 점령 이후, "쌍두독수리"로 알려진 팀은 1950년대 초의 역사에 한줄기 빛이 내렸다. 오스트리아인 감독이자 1931-32 시즌에 PAOK 유니폼을 입었던 빌리 제프치크 (1950-1952) 클럽에 젊은 재능들을 육성할 아카데미를 창설하였고, 팀의 위상을 상승 시켰으며, 향후 인상을 줄 인재들인 레안드로스 시메오니디스, 얀넬로스, 마르가리티스, 그리고 요르고스 하바니디스 등을 배출했다.

### 명성을 쌓다
1953년은 PAOK의 황금기 개막을 알린 해다. 여름 이적 시장 기간에, 쿠이루키디스, 페트리디스, 프로요스, 게루디스, 케르마니디스, 후르불리아디스, 하시오티스, 그리고 앙겔리디스가 모두 이 시기에 팀에 합류하였다. PAOK는 전체적으로 강력한 팀으로 거듭났으며, 3년 연속으로 테살로니키 리그를 우승해 그리스 "국가" 대회에서 제2도시를 대표로 출전한 값진 팀이 되었다.
1957년, 클럽 보드진은 구 홈구장이 주 정부와 합병됨에 따라 신 축구장은 구색했다. 후보지로 선택된 곳은 툼바 구의 국방 기금 단체 소유 토지로 소아시아 피난민촌 인근에 위치해 있었다. PAOK는 총 30,000m2의 토지를 큰 가격에 매입하였고, 1959년 9월 6일, 국방 장관 G. 테멜리스에 의해 개장되었다. 첫 경기 시작 전, 공군 비행기가 상징적인 기부의 표시에서 항공로에서 공을 떨구었다. 신 구장이 생김에 따라, PAOK는 1959-60 시즌에 시작될 새 1부 리그에 참가할 준비를 갖추게 되었다.
1959년 10월 25일, 첫 1부리그 1라운드 경기에서, PAOK는 카테리니 연고의 메가스 알산드로스를 상대로 맞이해 3-1로 이겼다. 당시 팀구성은, 세르비아인) 프로요스, 하시오티스, 라토풀로스, 얀넬로스, 케마니디스, 하바니디스, 레안드로스, 키우르치스, 쿠이루키디스, 살루스토, 그리고 니콜라이디스였다.
1950년대에 거둔 성공은 60년대의 평균적인 활약과 수반되었다. 누군가는 이 시기를 클럽의 리빌딩 시기로 보았고, 다음 10년대에 힘을 쓰기 위한 준비 단계로도 보았다.

### 황금기

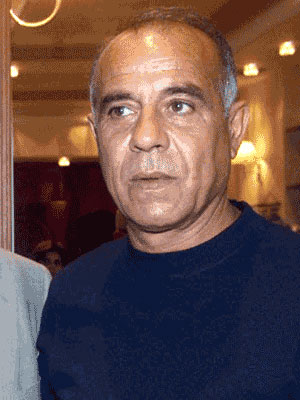
요르고스 쿠다스

팀은 그리스에서 축구장에서 활약했던 최고의 선수들 중 하나로 거듭났고, 선수들은 그리스 축구 현장에서 인기를 끌었다. 요르고스 판텔라키스 회장의 임기에 팀은 여러 차례 기록을 세웠다.
PAOK는 아테네 수도권 축구 강호들을 누르고 1975-76 시즌에 리그 우승을 거미쥐었고, 그 전에는 1971-72 시즌과 1973-74 시즌에 그리스 컵을 우승했었다. 1976년은 PAOK의 최대 서포터 조직인 4번 출입구가 창립된 해이기도 하다.
1974년까지, 그리스 정계는 군부가 통치했는데, PAOK는 축구계에서만 힘을 발휘했을 뿐만 아니라, 반-독재적 상징을 지니고 있었으며, 툼바 경기장은 반-군부 독재 슬로건의 본산이 되었다.
한때 잉글랜드 상위 클럽들인 리버풀과 번리에서 활약했던 레스 섀넌은 PAOK를 이끌고 1971-72 시즌과 1973-74 시즌에 그리스 컵 우승으로 이끈 원동력이 되었다. 그는 현재까지도 그리스 축구의 영웅으로 칭송받기도 한다.
PAOK는 1980년대 초까지도 우수한 성적을 냈는데, 클럽은 꾸준히 리그 우승 경쟁팀으로 등장했다. 1984-85 시즌, 클럽은 정점을 찍었는데, 두번째 리그 우승이자, 그리스 축구 프로화 이래의 첫 우승을 달성했다. 1980년대에 두드러진 특징으로는 판 사이에서 광신주의가 발달해, 전례 없는 규모의 훌리건이 등장한 것으로, 이들이 그리스 국경을 너머, 그리스 이주민들에 의해 유럽 전역의 도시에 팬층 생성을 촉진했다. 그러나, 팬들의 집착은 어두운 면도 부각되었는데, 소수 과격한 폭력 사태의 발생으로 구단이 징계와 벌금을 물은 것으로 드러났다.
유럽대항전에서 클럽은 역대 최고 성적을 냈는데, 1973-74 시즌, UEFA 컵위너스컵 8강까지 진출해 이탈리아 클럽 밀란에 탈락한 것이었다. PAOK는 독일 거함 바이에른 뮌헨과의 UEFA컵 1983-84 경기에서 인상적인 활약을 펼쳤는데, 팀은 두 차례의 무승부 후 승부차기에서 이겼다.

### 첫 추락

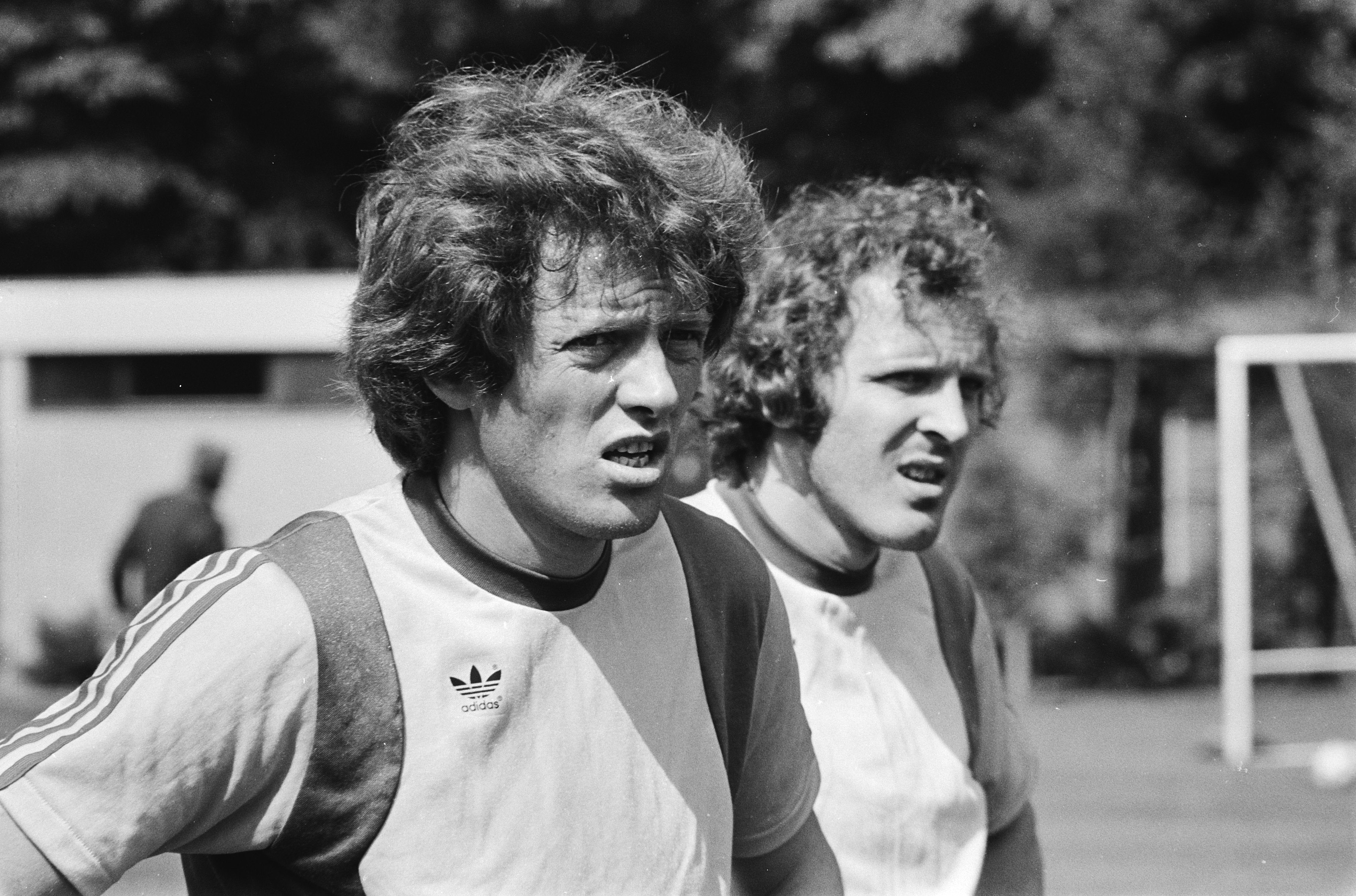
아리 한

1990년대 초에도 좋은 활약을 이어나갔는데, PAOK는 그리스 상위 세팀들 중 한팀이었다. 그러나, 토마스 불리노스 회장의 임기에 평타에서 형편 없는 팀 활약과 PAOK-파리 생제르맹 UEFA컵 이후 훌리건 폭력 사태 이후로 회장이 팬들과 다투고, UEFA 유럽대항전에서 5년간 출장 정지 징계가 내려져 재정난을 수반하게 된 계기로 클럽 역사에 오명이 씌워졌다.

### 부흥과 트로피 수집으로 복귀
1996년, 팬들이 오래 기대했던 변화가 있었다. 불리노스는 회장직을 요르고스 바타투디스에게 넘겼고, 긍정의 분위기가 테살로니키 전체에 퍼졌다. 페르시 올리바레스, 지시스 브리자스, 스피로스 마란고스, 코스타스 프란체스코스와 같은 다수의 유명 선수들을 영입했고, 나머지는 새 체제 하에 놓이게 되었다.
1997년, 5년 징계가 끝나면서, PAOK는 팀의 전 유명 선수였던 앙겔로스 아나스타시아디스 감독의 지휘 하에 UEFA컵에 진출했다. 클럽은 유럽대항전에 복귀한 후 잉글랜드의 아스널을 잡으면서 놀라운 성과를 냈다. PAOK는 다음 라운드에서 아틀레티코 마드리드에 의해 탈락했다.
그러나, 새 팀은 국내 리그에서 비슷한 성공을 거두지 못했는데, 1997-98 시즌에는 매우 긍정적으로 시작했음에도 불구하고 4위로 마무리했다. 클럽은 리그에서 번번히 "빅3"의 아성을 깨는데 실패하였고, 3년 동안 여러 차례의 감독 교체로 이어졌다. 1997-98 시즌 종료 후, 아나스타시아디스가 해임되었고, 올레흐 블로힌이 5년만에 PAOK 감독으로 재선임되었다. 블로힌 또한 클럽에 몇달만 머물렀고, 그의 바통은 1998년 말에 아나스타시아디스가 가져갔다. 아나스타시아디스는 복귀 후 고작 1999년 2월이 돼서 또다시 아리 한에게 바통을 넘겼고, 그도 블로힌처럼 4년만에 다시 팀감독이 되었다. 1999년 12월이 돼서, 절묘한 때를 맞춰, 한도 경질되어 스타 감독인 두샨 바예비치가 지휘봉을 잡았다.
PAOK는 그리스 리그의 상위권 팀으로써 한자리를 확고히 잡았으나, 또다시 재정난 문제가 불거졌고, 바타투디스의 불안정한 행정 처리로 인해 팀은 리그 우승 경쟁을 하는 아테네 수도권 3팀을 따라잡기에 역부족이었다. 이에도 불구하고, 바예비치는 팀을 이끌고 2000-01 시즌에 올림피아코스와의 잊을 수 없는 그리스 컵 결승전에서 4-2 완승을 거두고 16년만에 트로피 획득에 성공했다.
앙겔로스 아나스타시아디스는 바예비치 감독이 2002년 여름에 재계약 하지 않음에 따라 사령탑으로 재선임되었다. 아나스타시아디스는 또다시 컵대회 우승으로, 팀이 3년 안에 2번째 컵을 차지하게 했다. 클럽의 홈구장인 툼바 경기장은 PAOK가 라이벌 아리스를 1-0으로 꺾고 네번째 그리스 컵 우승을 자축한 장소가 되었다. 이 우승에도 불구하고, 부채가 클럽에 악영향을 계속 끼쳤고, UEFA컵에서 거둔 몇가지 성과로 얻은 효력은 얼마 가지 못했다.

### 두번째 암흑기와 파산 위기
2003년 여름 말, 팬들이 강한 압박을 불어넣는 가운데, 파타투디스가 지분을 사업가 얀니스 구메노스와 바실리스 파고니스에게 내 주었다. 얀니스 구메노스는 "임시 행정가"라는 꼬리표를 붙이고 회장직도 겸입하였다. 이 뜻은 그의 회장직은 가능한 대로 클럽이 부채를 청산하기에 충분할 정도로 두둑한 투자를 할 의사가 있는 사람과의 거래를 성사시키는 것이었다.

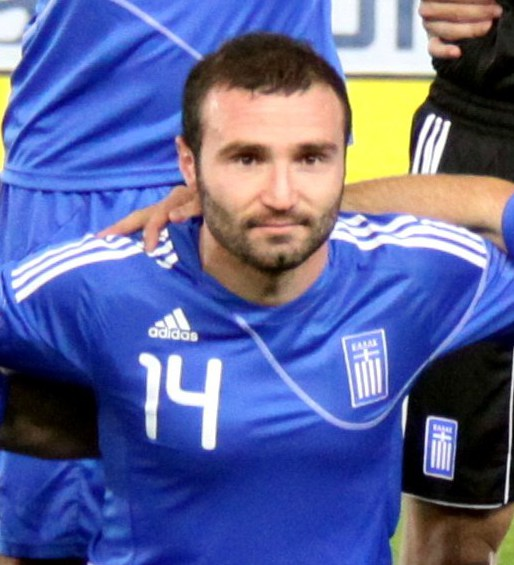
디미트리스 살핑기디스

2003-04 시즌, 클럽은 아나스타시아디스 감독 하에 의외의 성공을 거두었는데, 비록 엄격한 재정 정책 (부채를 줄여, 다수 주축 선수들이 자유 이적으로 타 클럽으로 떠나게 야기했으며, 이들 중에는 올림피아코스로 이적한 사례도 있었다.) 에도 불구하고 팀은 리그에서 3위로 마감해 이듬해 UEFA 챔피언스리그 예선전 진출권을 따냈다. 챔피언스리그 조별리그행에 대한 전망은 팬들과 보드진들에게 큰 긍정심을 심어주었는데, 예상 수익은 모든 부채를 탕감할 것으로 예측되었기 때문이다.
불행히도, 팀은 예상치 못한 마카비 텔아비브에게 3차 예선전에서 발목이 잡히며 본선행에 실패했다. 본선행 실패 요인으로는 홈경기에 둘 수 있는데, 아나스타시아디스는 (2000년 7월 8일, UEFA 인터토토컵 네아 살라미스전 퇴장으로) UEFA 유럽대항전 2달 출장 정지 징계를 받은 키프로스 선수 리아소스 루카를 배치했기 때문이었다. 비록 경기는 마카비의 2-1 승리로 끝났으나, 이후 2차전에서 마카비에게 3-0 몰수승을 선언해버리면서 이스라엘 클럽은 PAOK의 부흥 희망을 산산조각 내었고, 재경기 (합계 0-4 패) 로 모든 수익을 잃었다. UEFA컵에서도 AZ에 의해 탈락하면서, 아나스타시아디스가 사임했다. 따라서, 2004-05 시즌은 구메노스 임기에 암흑기의 전조를 보였다.
개선책을 만들기는커녕, 구메노스 체제는 이어지는 2년간 냉혹한 실패를 마주했는데, 클럽이 그리스 주정부에게 진 빚 (상습적인 탈세, 이자, 벌금 미지급) 이 계속 불어났고, 설상가상으로, 클럽의 재정상태는 악화일로를 걸었다.
2004년 9월, 롤프 프링어가 아나스타시아디스를 대신할 신임 감독으로 부임했으나, 아나스타시아디스가 남겨둔 신예 중심의 선수단으로 기대에 부응하지 못하였다. 몇 경기 후, 프링어는 니코스 카라게오르기우에게 바통을 넘겼고, 후임 감독은 2005년 5월에 리그를 5위로 마감해, 다음 시즌 UEFA컵 예선전에 참가하게 되었다.
2005-06 시즌에 들어서 더 좋은 징조의 서광이 보이기 시작했는데, 아직까지는 그 밝기가 일정치 않아 보였다. 2005년 여름에 과거 팀의 주장이었던 테오도로스 자고라키스가 볼로냐에서 복귀하고, 마르친 미엥시엘, 파티흐 아크옐, 그리고 시카발라가 자리를 잡았다. 이에도 불구하고, 리그에서 부진하게 시작하면서, 카라게오르기우 감독도 경질되었고, 전 기술 고문이었던 요르고스 코스티코스가 감독이 되었다. 코스티코스는 2005년 가을에 양호하게 성과를 냈는데, 올림피아코스 원정에서 뜻밖의 승전보를 가져왔고, UEFA컵 조별리그에 드라마틱하게 진출했다. 그러나, 겨울 휴식기 후, 선수단 분위기가 연전연패로 악화되었고, 코치코스도 감독을 그만두면서 일리에 두미트레스쿠가 지도자가 되었다. 이때까지, 구메노스는 신기록 하나를 세웠는데, 고작 16달의 기간 안에 5명의 감독이 팀을 지휘하게 되었다. 한편, 클럽은 리그를 6위로 마감해 UEFA컵 예선전 진출을 이룩했으나, 앞날이 창창하기보다는 불확실했다.

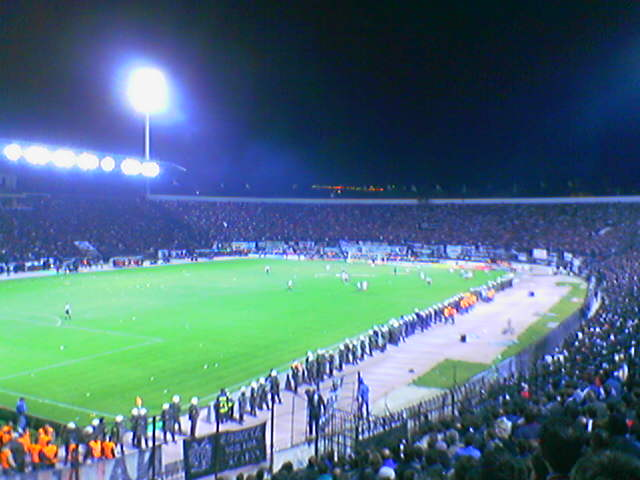
2005년, PAOK - 올림피아코스 더비경기

2006년 5월말까지, 클럽의 극적인 상황이 발생하기 시작했는데, 선수들은 몇달간 소득을 벌지 못했다고 폭로했고, UEFA는 클럽을 다음 시즌 UEFA컵 출전 금지라는 청천벽력같은 결정을 내렸으며, 클럽의 패망까지 한걸음 앞으로 다가갔으며 2006년 6월에는 서포터 단체들이 얀니스 구메노스를 상대로 전면전을 펼쳐, 툼바 경기장의 클럽 사무실을 며칠 점거하기에 이르었다. 상황은 투자 의사를 가진 투자자를 찾는데 번번히 실패하고, 횡령 의혹이 꾸준히 나오며, 특히 자금을 얻기 위해 디미트리스 살핑기디스를 파나티나이코스에 매각한 것 이 구메노스에 더 큰 악영향을 끼쳤다. 후자의 한건은 이미 실망한 팬들의 증오 대상이 되면서 즉각적인 결과를 가져왔다.
2006-07 시즌은 PAOK가 큰 빚으로 인해 그리스 리그에 참가할 가능성에 대한 불확실성을 가지고 시작되었다. 카를로스 세가라와 미겔 레보시오 같은 생소한 선수들이 선수단을 보강하기 위해 영입되었고, 두미트레스쿠는 극단적인 수비 전술을 사용해 모을 수 있을 만큼의 승점을 긁어 모았고, 축구의 질이 떨어져, 지친 팬들의 표 구입량이 빠르게 감소했다.
결국, 구메노스는 2006년 11월 13일에 강제적으로 회장직을 그만두었다. (그러나, 그의 지분은 2년 넘어서도 남아 있었다.) 이후, 니코스 베지르치스와 전 PAOK BC의 주주였던 아포스톨로스 오이코노미디스가 대신했다. 신임 보드진들은 테살로니키 시법원에 의해 임명됨과 동시에 그리스 주정부에 €30M이 넘는 큰 빚을 진 클럽은 주정부의 감독 하에 들어갔다.
클럽은 시즌 잔여 기간 동안 약간 더 이윤을 거두었다. 스태프는 계속해서 교체되었다 - 몸칠로 부코티치가 2006년 10월에 두미트레스쿠를 대신했고, 그도 5달만에 경질되어 요르고스 파라스호스가 뒷수습을 하게 되었다. PAOK는 2006-07 시즌을 6위로 마쳐, UEFA컵 진출에 실패해 사슬을 부술 작은 희망도 사라졌고, 팬들은 계속해서 베지르치스-오이코노미디스 체제에 적은 신뢰를 보냈고, 필요한 투자의 가능성은 매우 적었다.

### 자고라키스의 계획

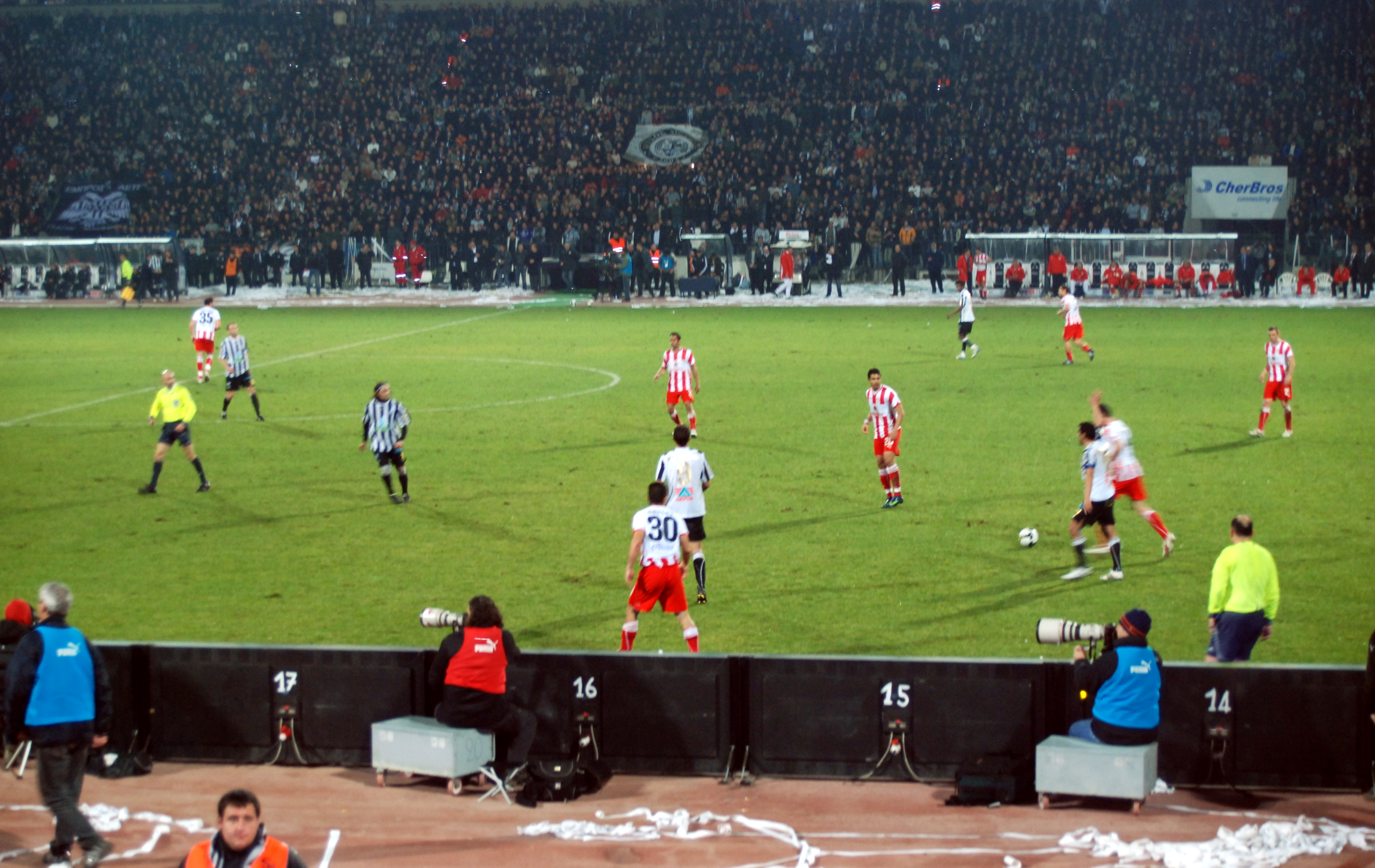
2009년, PAOK – 올림피아코스 경기 (1–0)에서 그라운드 근접 촬영.

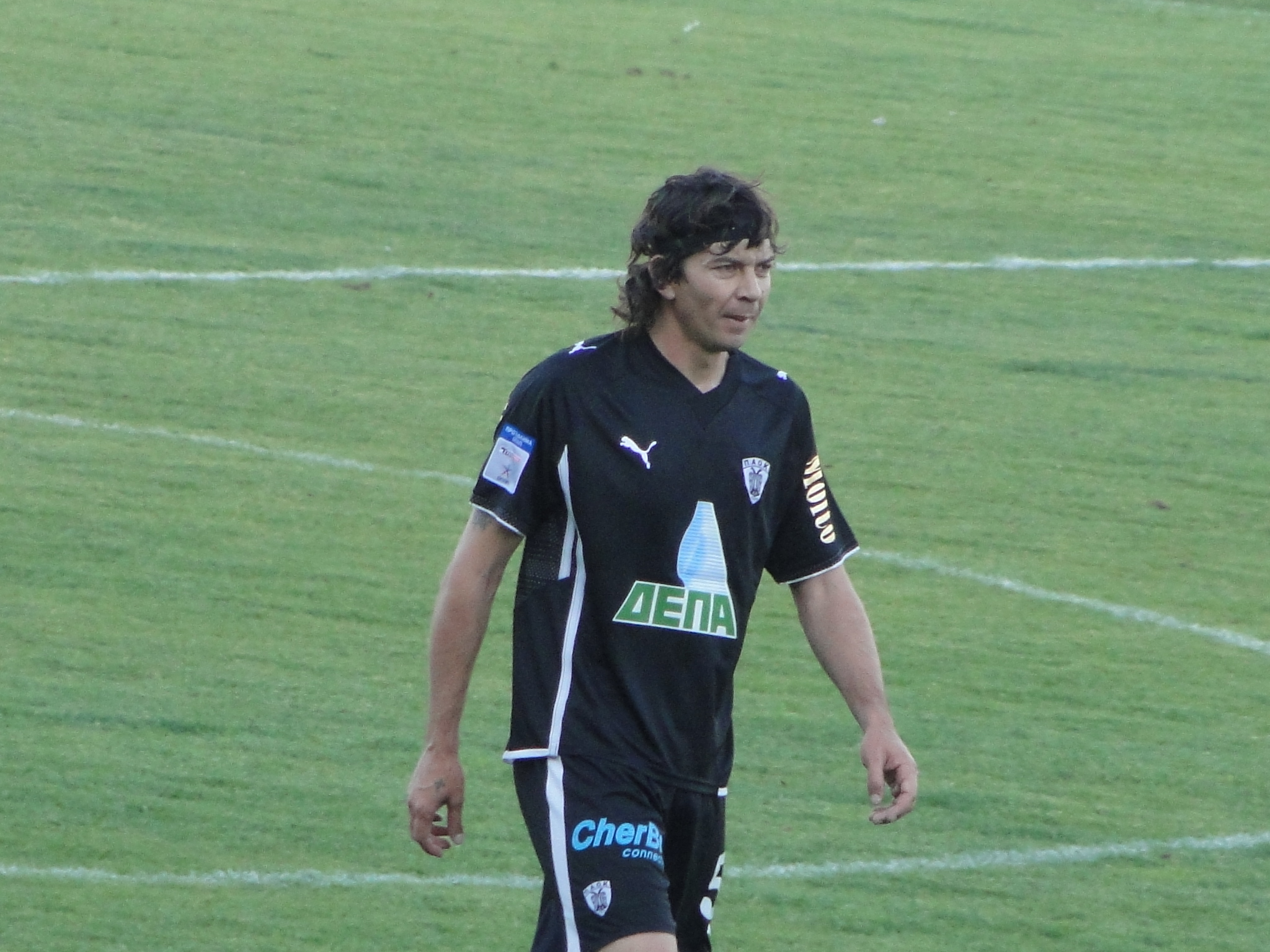
파블로 가브리엘 가르시아

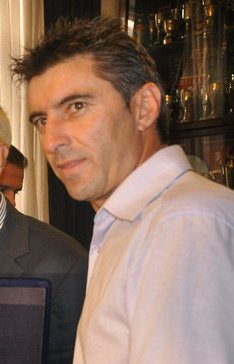
2004년 당시 그리스 국가대표팀의 감독이었던 테오도로스 자고라키스

2007년 여름, 테오도로스 자고라키스가 클럽 회장으로 취임해 베지르티스-오이코노미디스 체제를 대신하면서 새 시대의 시작을 알렸다. 새 체제가 시행한 첫 조치는 3년 계획을 두는 것이었다: 첫 해에 우선적으로 시행할 일은 클럽 운영을 저해하는 큰 빚에 조치를 취하는 것으로, 2007-08 시즌에 실시되었고, 두번째 해에는 UEFA컵에 진출하는 것이며, 세번째 해에는 다시 주요 리그 우승 경쟁팀이 되는 것이었다.
아직까지 지난 4년간의 큰 재정적 타격으로 인해, 클럽은 약한 선수단을 꾸리게 되었고, 여름 이적시장에 별 전망이 보이지 않았다. 그러나, 전통 팬층이 상징적인 자고라키스라는 점에 희망과 신뢰가 생겨 2007년 여름에는 전례 없는 시즌권 구매량의 상승세를 보였고, 전례의 기록을 경신하고 클럽에 필요한 충분한 양의 수입을 가져다 주었다. 이로 인해 시즌 내에 상대적으로 저렴한 가격에 영입이 가능해졌고, 자유 이적 상태였던 선수들인 바실리스 라키스, 이페아니 우데제, 그리고 글렌 살몬을 불러왔고, 또한 PAOK의 전설적인 선수이자 페루자의 베테랑 스트라이커 지시스 브리자스를 다시 불러들였다. 과거의 선수들과 감독들이 오랬동안 졌던 빚을 마침내 청산할 수 있게 되었다.
계획의 1년차에 팀은 여전히 부진한 성적에서 벗어날 수 없었는데, 홈 안방에서 많은 패배를 당했고, 그리스 컵에서 2부 리그 클럽인 트라시불로스에 패해 탈락했다. 일찍히 요르고스 파라스호스 감독이 경험 많은 페르난두 산투스로 바뀌면서 리그를 9위로 간신히 마감할 수 있었고, 이는 팀이 11년만에 거둔 최악의 성적이었다. 이 시즌에 최고점을 찍은 것은 겨울 이적시장에서 스타 플레이어인 세르지우 콘세이상을 영입한 것이었다.
그러나, 클럽의 재정은 서서히 개선되었고, 시즌권 구매와 같은 팬들의 열렬한 성원, 2008년 여름의 새로운 스폰서십 계약 등에 힘입어 국제무대에 널리 알려진 파블로 콘트레라스, 즐라탄 무슬리모비치, 파블로 가르시아의 영입을 성사시켰다. 다수의 업무는 갑작스럽게 2008년 1월에 클럽의 기술 고문으로 부임하게 된 지시스 브리자스가 부담하게 되었다.
2009년 1월, 자고라키스는 테살로니키의 네아 메심브리아 구에 새 훈련 시설을 지을 의사를 발표했다. 클럽은 전년도 여름에 이미 아요스 아타나시오스의 부지를 사들인 상태였고, 2월에 착공되었다.
PAOK는 2008-09 시즌을 준우승으로 마무리했고, 우승팀 올림피아코스와는 승점 8점차로, 클럽은 1984-85 시즌 이래 최고 성적을 냈으며, 이는 여름에 예상했던 것보다 나은 성적이었다. 그러나, 클럽은 이 성공을 얼마 누리지 못하였는데, 클럽은 플레이오프전에서 순위를 지키지 못하고 4위로 마감해 2위의 UEFA 챔피언스리그 진출권을 파나티나이코스에 내주었다. 이에도 불구하고, 클럽은 UEFA 유로파리그 2009-10 3차 예선전 진출권을 손에 넣었다.
전 시즌 플레이오프를 망치고도, 2009-10 시즌에 전 라싱 산탄데르 선수 비톨로, 베테랑 수비수 브루노 치릴로, 그리고 기대주 바실리오스 쿠치아니쿨리스를 영입해 몇년 만에 대규모 이적을 통해 좋은 징조와 함께 시작하였다. 주요 선수들인 올리비에 솔랭과 비에이리냐와의 계약도 갱신되었다.
새로 꾸린 선수단은 즉시 기대에 부응하지 못했는데, 헤이렌베인과의 UEFA컵 예선전에서 패해 뼈져린 (재정적으로) 경험흘 했다. 설상 가상으로, 2009-10 시즌 초반 몇경기에서 팀은 하위권에 쳐졌다. 그에도 불구하고, 선수단은 선두를 향해 차분히 올라가기 시작했고, 2009년 12월 5일을 기점으로 13경기 무패행진을 기록했는데, 같은 기간 동안 파나티나이코스와 올림피아코스를 잡는 잊지 못할 경기를 치러 클럽의 우승 경쟁팀 지위로써의 위치를 회복하고 굳혔다. 이 좋은 행보에 비보가 없었던 것은 아닌데, 클럽은 그리스 컵에서 최근에 승격된 PAS 얀니나에게 패해 충격적인 탈락의 고배를 마셨다.
무패 행진은 3월에 마감되었는데, 아리스와 AEK와의 더비전 연패로, 우승에 대한 희망도 같이 날아가 버렸다. 그러나, 클럽은 리그 플레이오프전에서 만회하여 1위로 마감하였는데, 올림피아코스전 두차례 승리를 포함해 아리스, AEK에게도 인상적인 승리를 거두었다. 그에 따라, PAOK는 UEFA 챔피언스리그 2010-11 3차 예선전 진출 자격이 생겼다.

### 산투스의 임기 후
3년 계획은 대성공이라는 평가를 받으며 끝났다. PAOK는 비참하고, 빠르게 무너지는 클럽에서 다시 리그 우승 경쟁팀으로 재건되었고, 툼바 경기장에 관중들이 대체로 가득찼으며, 그리스 주정부에 청산되지 못한 빚이 남았음에도 불구하고, 지속적으로 긍정적인 재정 상태를 유지했다.

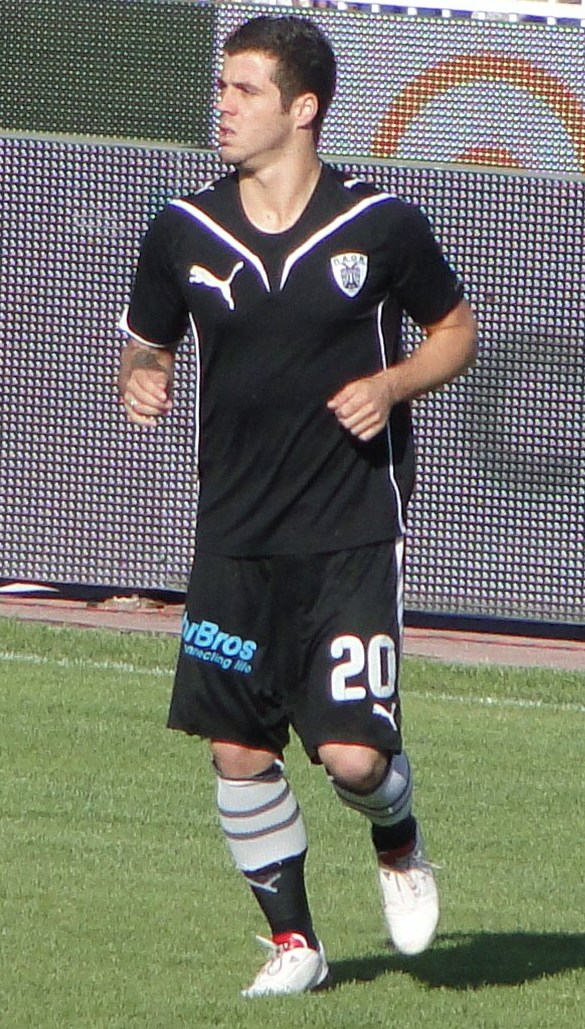
비에이리냐

2010년 리그 플레이오프전 성공 직후, 페르난두 산투스가 3년 임기의 끝으로 클럽을 떠날 결정을 내렸다. 지시스 브리자스가 몇 명의 이탈리아인 감독들과 협상한 끝에, 마리오 베레타가 산투스의 후임으로 임명되었다.
클럽의 첫 이적이자 기대를 받은 영입은 탕자 디미트리스 살핑기디스의 4년 계약 체결에 따른 복귀로, 그는 파나티나이코스와의 계약이 6월에 종료되었었다. 비록 첫인상은 일부 팬 단체에 논란을 불러왔으나, 살핑기디스는 다수의 팬들로부터 환영 받았고, 스트라이커로써의 큰 잠재력에 대해 조명받았다.
7월 중순 바트 브뤼케나우 훈련 시설에서 빠져나간 후, 클럽은 3차 예선전에서 아약스를 상대했다.
선수단은 프리시즌 친선전에서 형편 없는 경기 (키커스 오펜바흐전 1-3 패배와 같이)를 펼치자 팬들과 보드진은 긴장하게 되었고, 7월 22일, 테오도로스 자고라키스는 팀의 암스테르담 원정을 앞두고 베레타와 코칭스태프 경질을 결정했다. 베레타의 지위는 즉시 파블로스 데르미차키스에게 넘어갔고, PAOK의 베테랑 선수였던 그는 베레타로 선회하기 전 본래 자고라키스가 감독으로 앉히려 했던 인물이었다. 베레타의 임기는 38일로 PAOK 역사상 최단 기간 감독이 되었다.
데르미차키스의 지휘 하에, PAOK는 아약스를 상대해 암스테르담 원정에서 1-1 무승부를 일구어 내고, 테살로니키에서 흥미진진한 경기 끝에 3-3으로 비겨, 원정 다득점으로 아쉽게 탈락하였다. UEFA 유로파리그 플레이오프전으로 옮긴 PAOK는 터키의 UEFA 챔피언스리그 3차 예선전에서 탈락한 또다른 클럽 페네르바흐체를 상대했다. 이번에 PAOK는 더 좋은 경기를 펼쳐 테살로니키 홈경기에서 1-0으로 이기고, 이스탄불 원정에서 연장전 끝에 잊을 수 없는 1-1 무승부를 챙기며, 조별 리그 진출권을 따냈고, 비야레알, 클뤼프 브뤼허, 그리고 디나모 자그레브와 한조에 속했다.
불행히도, 그리스 리그 초반에 좋은 활약을 이어나가지 못했다. 지역 라이벌 아리스와의 홈경기에서 0-1로 쓰라린 패배를 당한 것 (12년만에 홈에서 첫 패배) 을 포함해 부진한 성적을 거두었고, 다수의 선수들이 상대적으로 나쁜 성적을 거두는 것이 아니라 아약스전이나 페네르바흐체전에서 보여주었던 열정의 결여로 팬들로부터 과격한 비난을 받았다. 데르미차키스도 비난의 대상에서 예외가 아니었는데, 사적인 다툼을 벌인 것으로 인해 선수들의 통제를 못하는 것으로 간주되었다.

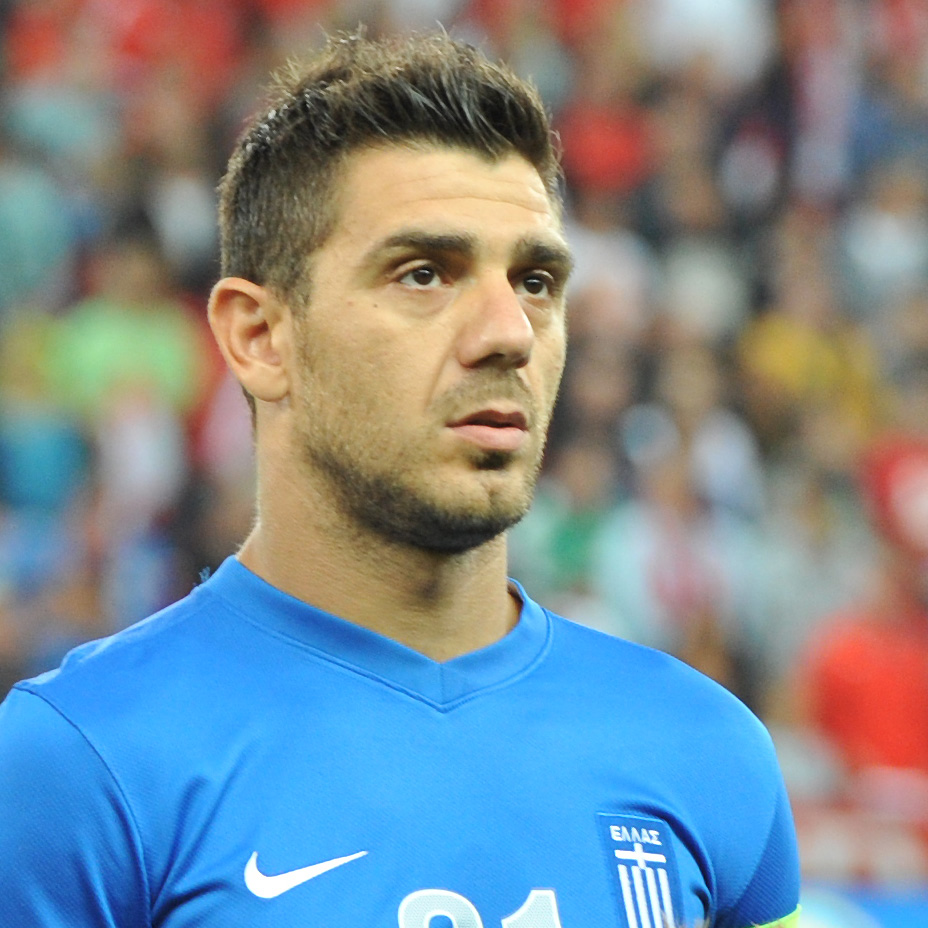
코스타스 카추라니스

파나티나이코스전 패배로 또다시 분위기가 가라앉으면서, 데르미차키스 휘하에 팀의 개선의 의지가 없다는 믿음이 확신으로 이어졌고, 10월 17일에 그의 임기가 종료되었다. 그의 수석 코치였던 마키스 하보스가 감독 대행을 맡기 시작했다. 처음에 팬들은 하보스를 유럽 정상급 감독으로 빨리 교체할 수 있는지 문의하였으나, 수페르리가에서 4연승을 거두고, 비야레알과의 UEFA 유로파리그 조별 리그 홈경기에서 1-0으로 이기면서, 하보스는 팀이 안정을 되찾으면서 유용한 해답으로 고려되기 시작했고, 결국 12월 중순에 정식 감독으로 승진했다.
PAOK는 디나모 자그레브전에서 1-0 승리로 강한 인상을 심으면서 2월에 CSKA 모스크바를 32강전에서 상대하게 되었다. 툼바 경기장에서의 1차전은 0-1로 끝났고, 모스크바에서 1-1 무승부를 거두면서, PAOK는 다음 라운드 진출에 실패했다. 2010-11 시즌, PAOK는 정규 시즌을 4위로 마무리한 후 플레이오프전에서 2위를 차지해 UEFA 유로파리그 2011-12 3차 예선전에 진출했다. PAOK 보드진은 경험 많은 루마니아인 감독 라슬로 뵐뢰니를 영입했다. 뵐뢰니의 지도 하에, PAOK는 다수의 선수가 부상당했음에도 불구하고 UEFA 유로파리그 플레이오프전을 통과하여 조별 리그에 또다시 참가했다. 2011년 11월 30일, PAOK는 잉글랜드 토트넘 홋스퍼와의 화이트 하트 레인 원정에서 2-1로 이기며 역사적이고 값진 승리를 쟁취했다. 이 경기 승리로, 클럽은 2년 연속 UEFA 유로파리그 32강 진출을 확정지었다. 32강에서 PAOK는 우디네세를 상대했고, 우디네에서 0-0으로 비긴 후, 툼바 경기장에서 0-3으로 패해 PAOK는 UEFA 유로파리그 2011-12에서도 16강 진출에 실패했다.
2012년 1월 25일, 아트로미토스에 홈에서 0-1로 패하고 비에이리냐, 파블로 콘트레라스 등의 우수한 선수들을 매각하거나 방출하면서 팬들이 오랫동안 불평하자, 테오도로스 자고라키스는 회장직을 그만두었고, 지시스 브리자스가 그를 대신하게 되었다. 이 시즌에 PAOK는 정규 리그를 4위로 마쳐, 플레이오프에서 3위를 차지하고 UEFA 유로파리그 2012-13 3차 예선전 진출권을 얻었다.

### 이반 사비디스 시대

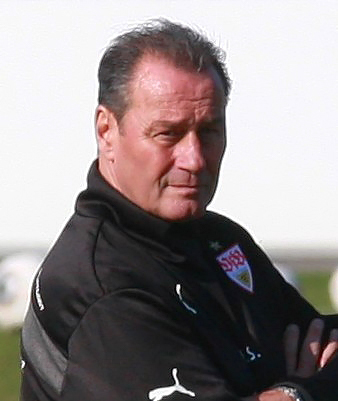
휘프 스테번스

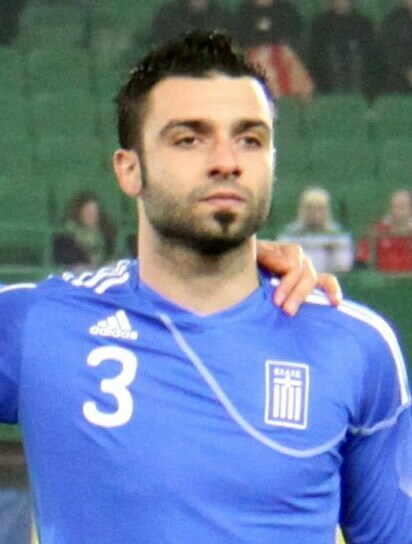
게오르요스 차벨라스

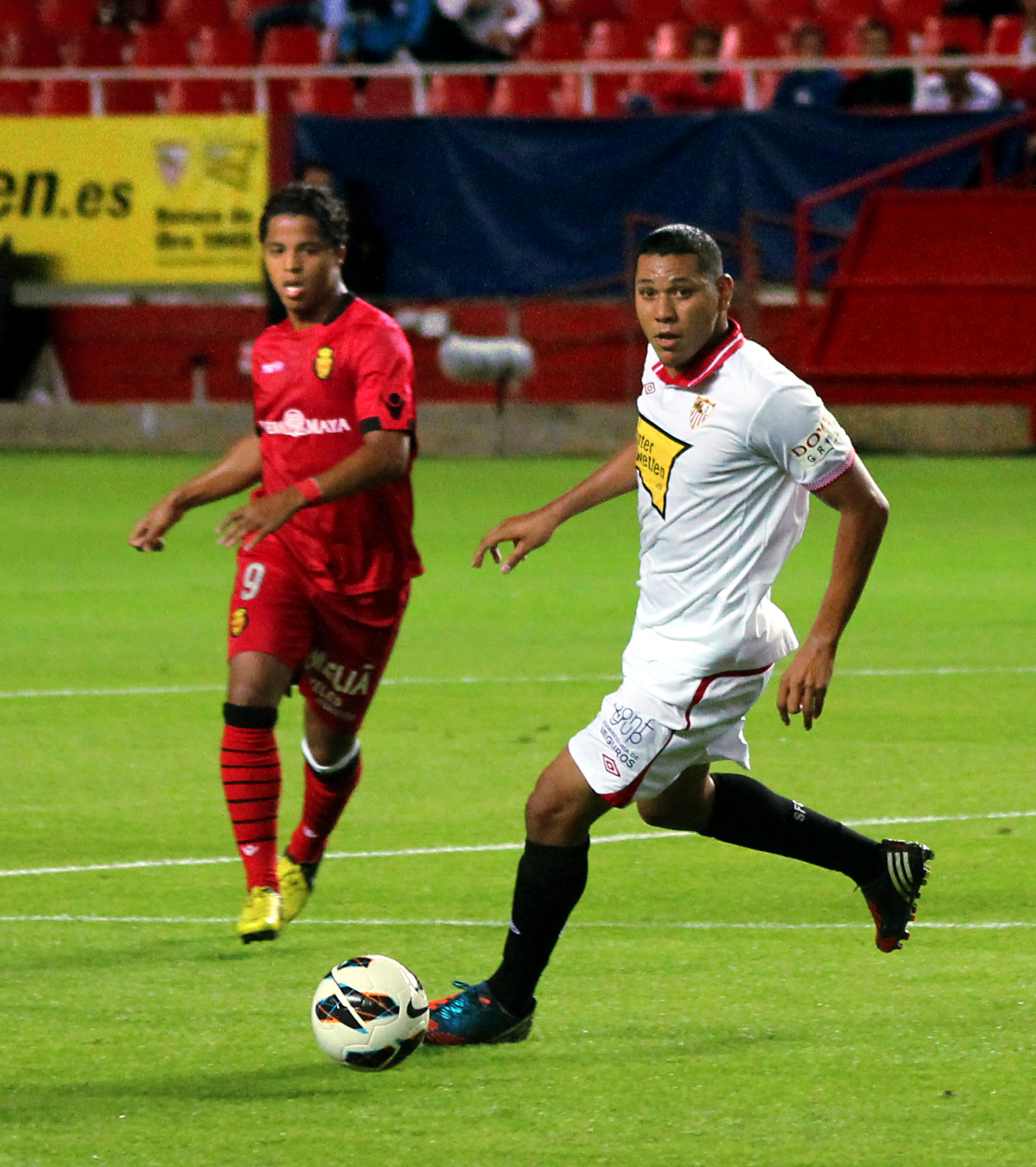
헷비허스 마뒤로

2012년 여름, 몇달간의 협상한 끝에 이반 사비디스가 PAOK의 대주주로 등장했다. 그는 €12M을 투자하였고, 2012년 5월에 2명을 임대하였다. PAOK의 새 주주는 전 체제에 쌓인 대규모의 빚을 청산하기 위해 클럽 재정 정책을 수립하였다. 클럽은 새 정책을 통해 값비싼 외국인 용병을 들여오는 대신에 아카데미 소속의 선수들을 애용하기 시작하였다. 전 선수들이자 회장을 맡은 테오도로스 자고라키스와 지시스 브리자스는 클럽의 축구 정책을 행동으로 옮겼고, 한편 사비디스는 그의 주요 사원들을 주요직에 배치시켰다. PAOK 보드진은 2012년 여름에 전 감독인 라슬로 뵐뢰니와의 계약을 종료시키고 그리스인 요르고스 도니스를 감독으로 내정하였다.
PAOK는 UEFA 유로파리그 3차 예선전에서 네이 예후다를 상대로 원정에서 0-2로 패한뒤, 안방에서 4-1로 이겨 플레이오프 라운드에 올라갔으나, 라피트 빈에게 홈에서 2-1로 이긴 뒤, 원정에 나가서 0-3으로 패하면서 본선행이 좌절되었다. 탈락은 팀의 재정에 치명타를 날렸는데, 이는 2012-13 시즌 클럽의 경제적 수익의 절반이 유럽대항전 본선 진출에 비중을 두었기 때문이었다. PAOK는 시즌 정규리그를 2위로 마쳐 플레이오프전에 진출했다. 후반기에 들어 그리스 컵 준결승전에서 패하는 등 실망스러운 성적을 잇달아 내고, 플레이오프를 형편 없이 시작하면서, 요르고스 도니스를 대신해 기술 고문이자 전 선수였던 게오르요스 게오르야디스가 감독 대행을 맡았다. PAOK는 PAS 얀니나와의 최종전 종료 후, UEFA 챔피언스리그 3차 예선전 진출을 확정지었다. 2013년 6월, PAOK는 휘프 스테번스를 신임 감독으로 임명하였고, 톤 로코프를 수석 코치로 앉혔다.
PAOK는 UEFA 챔피언스리그 플레이오프전 진출로 기록을 깼다. 본래 메탈리스 하르키우와의 3차 예선전에서 패한 PAOK는 UEFA가 수사 결과 메탈리스트가 우크라이나 프리미어리그에서 승부 조작에 가담해 국제 규정 위반을 하여, PAOK가 다시 챔피언스리그 무대에 참가할 수 있었다. PAOK는 샬케 04와의 플레이오프전에서 패해 사상 첫 조별 리그 진출이 불발되었는데, 샬케 04 원정에서 1-1로 비긴 후, 2-3으로 홈에서 패해 합계에서 밀렸다.

## 유니폼

### 유니폼 변천사
홈
| 1926 | 1937 | 1970 | 1997–2003 |  | 2010–2011 |

| 2013–2014 | 2014–2015 |

원정
| 2000 · (원정) | 1997–2003 · (원정) | 2010–2011 · (원정) | 2013–2014 · (원정) | 2013–2014 · (써드) |

| 2014–2015 · (원정) | 2014–2015 · (써드) |

### 유니폼 제작사와 스폰서
다음은 근 41년간의 유니폼 제작사와 스폰서의 변천사이다:
| 시즌    | 유니폼 제작사 | 스폰서        | 시즌     | 유니폼 제작사 | 스폰서          | 시즌    | 유니폼 제작사 | 스폰서          |
| 1972–73 | 엄브로        |               | 1992–93  | 디아도라      | 닛산            | 2012–13 | 엄브로        | 파메 스토이히마 |
| 1973–74 | 엄브로        | 1993–94       | ABM      |               | 2013–14         | 나이키  |               | 파메 스토이히마 |
| 1974–75 | 엄브로        | 1994–95       | ABM      | 2014–15       |                 | 나이키  |               | 파메 스토이히마 |
| 1975–76 | 아디다스      | 1995–96       | 푸마     | 아스티르 보험 |                 |         |               |                 |
| 1976–77 | 아디다스      | 1996–97       | 푸마     | 에트니키 보험 |                 |         |               |                 |
| 1977–78 | 엄브로        | 1997–98       | 아디다스 | 게니키 은행   |                 |         |               |                 |
| 1978–79 | 엄브로        | 1998–99       | 아디다스 | 게니키 은행   |                 |         |               |                 |
| 1979–80 | 엄브로        | 1999–2000     | 아디다스 | 게니키 은행   |                 |         |               |                 |
| 1980–81 | 아식스        | 2000–01       | 아디다스 | 게니키 은행   |                 |         |               |                 |
| 1981–82 | 푸마          | 2001–02       | 아디다스 | 게니키 은행   |                 |         |               |                 |
| 1982–83 | 푸마          | 2002–03       | 아디다스 |               |                 |         |               |                 |
| 1983–84 | 푸마          | 스즈키        | 아디다스 | 2003–04       | EKO 석유 가스   |         |               |                 |
| 1984–85 | 푸마          | 페르시카 융단 | 아디다스 | 2004–05       | EKO 석유 가스   |         |               |                 |
| 1985–86 | 아식스        | 도퍼만 패션   | 아디다스 | 2005–06       | 에그나티아 보험 |         |               |                 |
| 1986–87 | 아식스        | 페르시카 융단 | 2006–07  | 푸마          |                 |         |               |                 |
| 1987–88 | 아식스        | PRO-PO        | 2007–08  | 푸마          | DEPA            |         |               |                 |
| 1988–89 | 아식스        | 코플람 건설   | 2008–09  | 푸마          | DEPA            |         |               |                 |
| 1989–90 | 아디다스      | 코플람 건설   | 2009–10  | 푸마          | DEPA            |         |               |                 |
| 1990–91 | 아디다스      | 아그노 유업   | 2010–11  | 푸마          | 파메 스토이히마 |         |               |                 |
| 1991–92 | 디아도라      | 아그노 유업   | 2011–12  | 푸마          | 파메 스토이히마 |         |               |                 |

## 시설

### 경기장
- 명칭: 툼바 경기장[43]

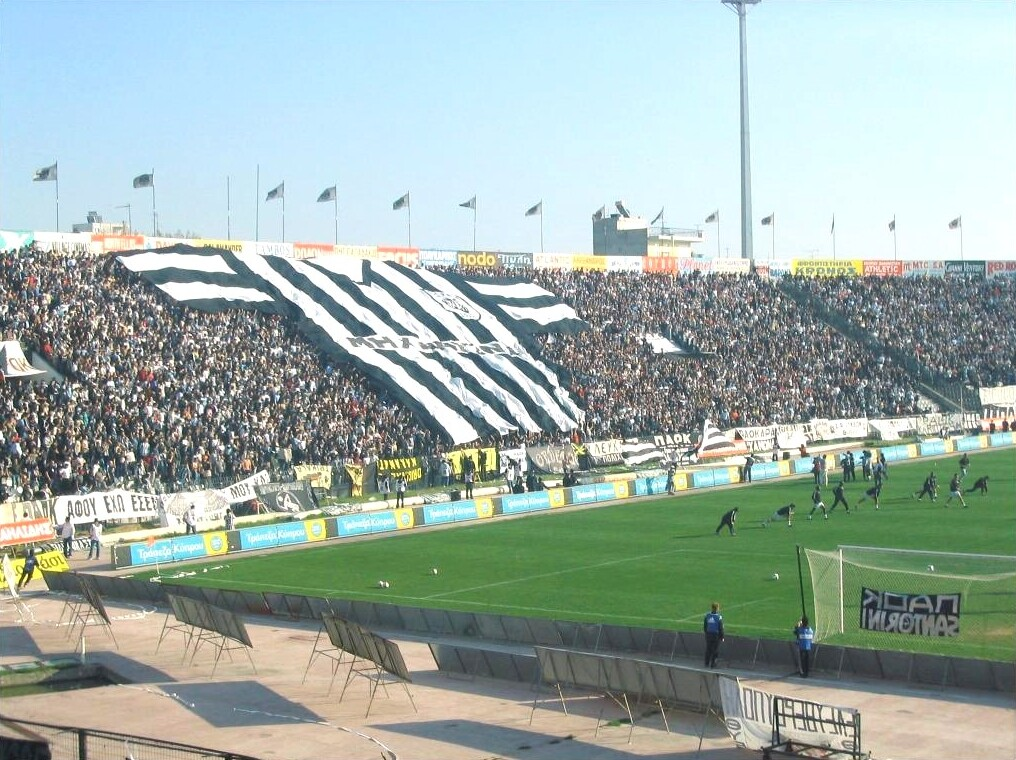
툼바 경기장의 내부

- 위치: 그리스 테살로니키 툼바 구 미크라스 아시아스 로 1번지
- 완공: 1959년 (2004년에 그리스 아테네에서 열리는 2004년 하계 올림픽을 위해 가장 최근 리모델링)
- 수용 인원: 28,703명
- 소유주: PAOK
- 사용처: PAOK의 1군 및 유소년팀

PAOK 스포츠 아레나가 건설될 부지를 기부한 이오안니스 데데오글루는 인근에 40,000명가량 수용 가능한 새 툼바 경기장을 지을 부지를 내주었다. 그러나, PAOK 보드진들은 이에 관심을 가지지 않았고, 구 툼바 경기장에 남기로 결정했다.

### 훈련장
PAOK는 모든 연령대 팀 훈련을 자체 훈련장인 PAOK 스포츠 센터에서 한다.

## 서포터

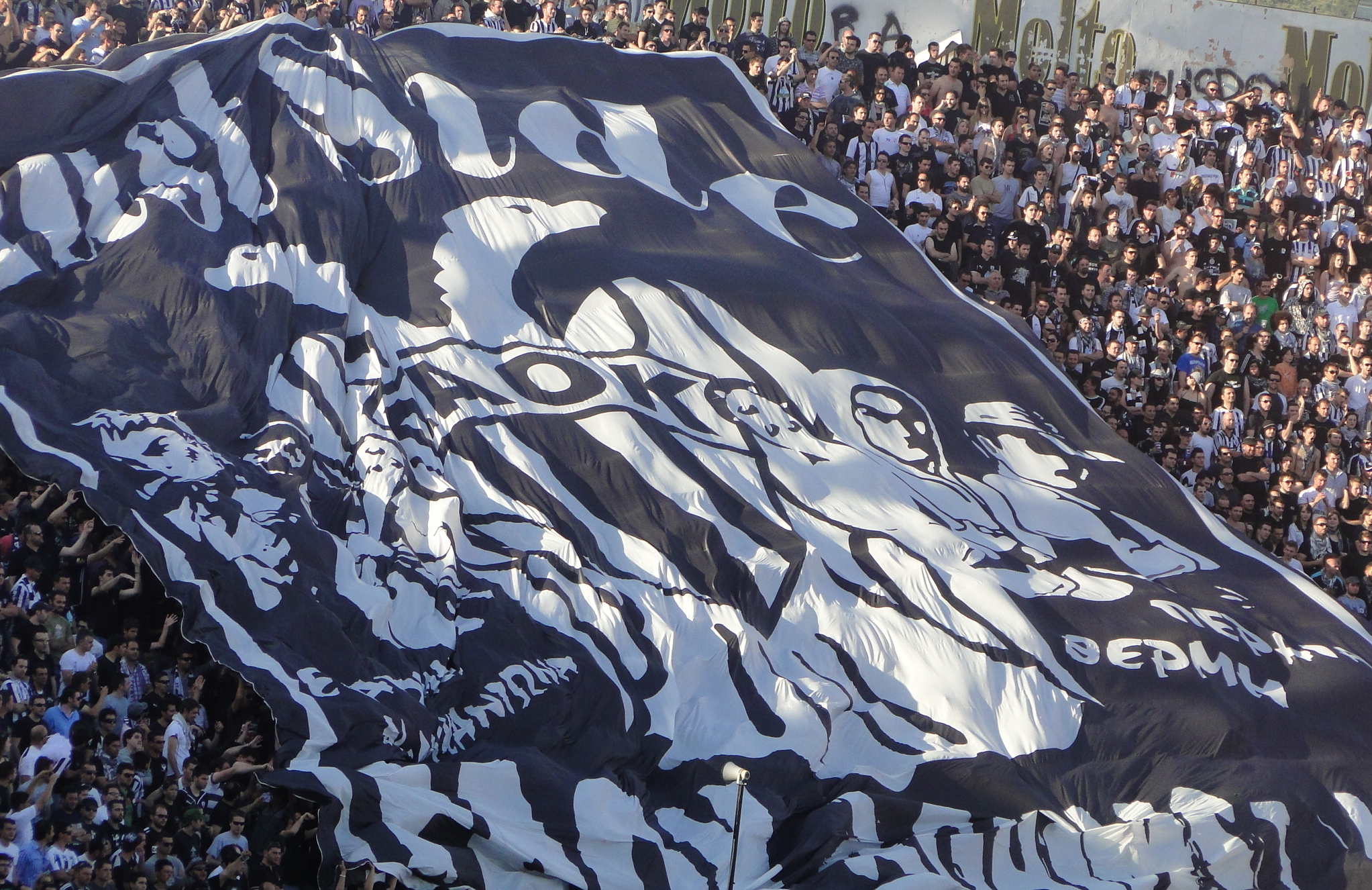
툼바 경기장의 4번 출입구 PAOK 팬들

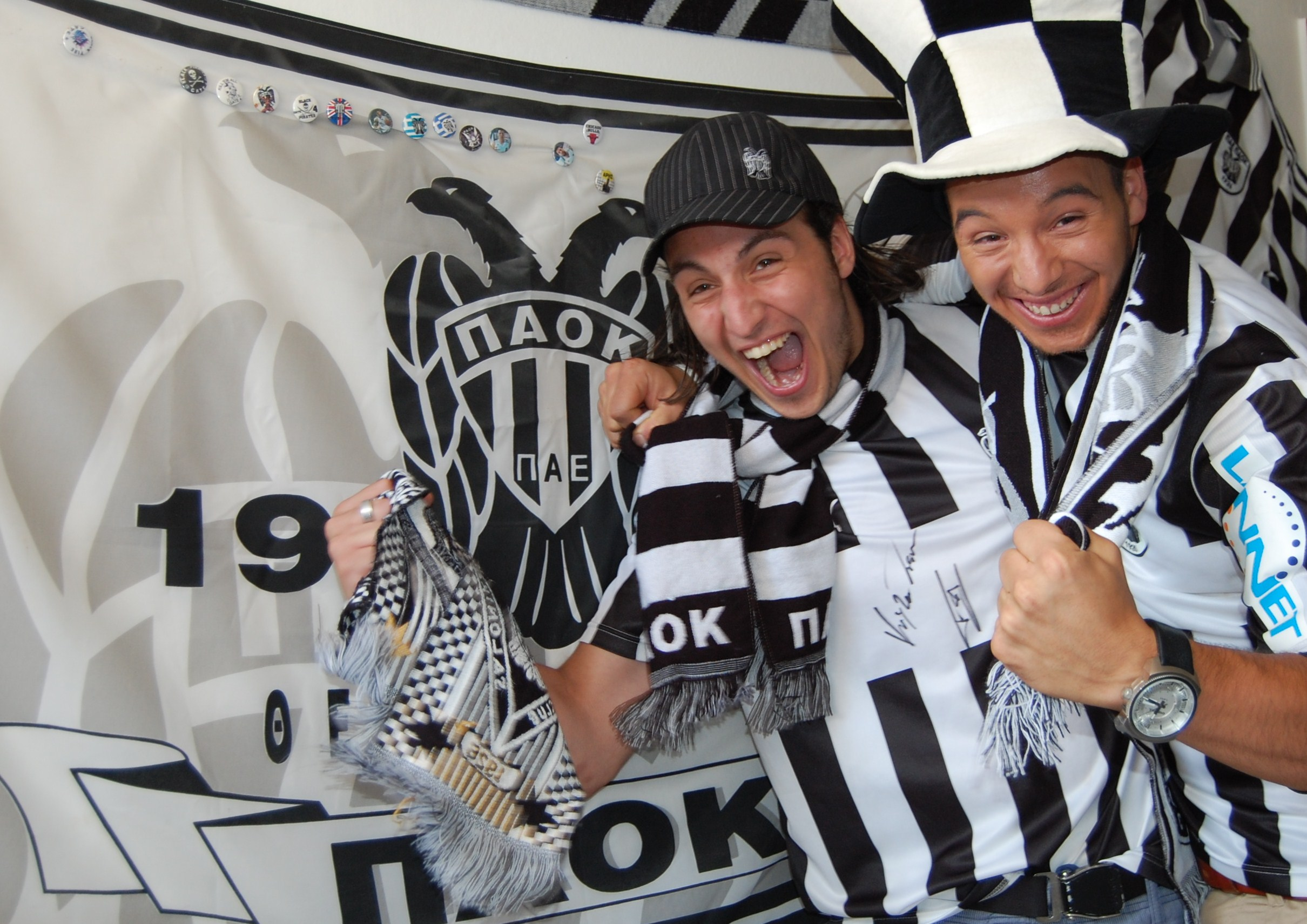
PAOK 서포터들

4번 출입구는 최대 PAOK 서포터 단체가 집결하는 곳이다. 이들은 PAOK 체육 단체에 속한 모든 클럽을 지지하며, 구단 색상인 흑색과 백색을 상징으로 사용한다. 단체 자체는 대체로 세르비아의 파르티잔 서포터 단체인 그로바리와 친선 관계를 맺고 있으며, 크레타 팬들과도 우정을 맺어 입장권 교환으로 우정을 표하며, 경기에서 상호 우호의 표시를 한다.
4번 출입구 서포터들은 팀의 광적인 서포터로 알려져 있으며, 불꽃놀이를 이용해 팀의 지지를 표한다. 한편, 툼바 경기장은 상대팀에 대한 적대감으로 악명이 높으며, "검은 지옥"이라는 별칭을 갖게 했다.

### 연계 구단
파르티잔

## 응원가
PAOK의 공식 응원가는 미미스 트라이포로스가 작사했고, 페트로스 얀나코스가 작곡했으며, 페트로스 가로니스가 불렀다.
| Σαν του ΠΑΟΚ την ομάδα δεν υπάρχει στην Ελλάδα ομαδάρα δοξασμένη και με δάφνες στολισμένη που τα έντεκα παιδιά μας τα 'χουμε όλοι στην καρδιά μας. ΠΑΟΚ-ΠΑΟΚ τρέμουν τ' όνομά σου και στο πέρασμά σου τρέμει όλη η γη. ΠΑΟΚ-ΠΑΟΚ άλλη τέτοια ομάδα σ' όλη την Ελλάδα δεν θα ξαναβγεί. Ατσαλώνουν την ψυχή μας οι χιλιάδες οπαδοί μας γιατί τέτοια ενδεκάδα δεν υπάρχει στην Ελλάδα. Πρώτοι θα ανακηρυχθούμε και στο μάτι θα τους μπούμε. ΠΑΟΚ-ΠΑΟΚ τρέμουν τ' όνομά σου και στο πέρασμά σου τρέμει όλη η γη. ΠΑΟΚ-ΠΑΟΚ άλλη τέτοια ομάδα σ' όλη την Ελλάδα δεν θα ξαναβγεί. Είσαι η δόξα του Βορρά μας το καμάρι κι η χαρά μας κι όλοι οι αντίπαλοί μας τρέμουνε την δύναμή μας και γι αυτό θ'ακούνε Τούμπα και θα κάνουν όλοι τούμπα. ΠΑΟΚ-ΠΑΟΚ τρέμουν τ' όνομά σου και στο πέρασμά σου τρέμει όλη η γη. ΠΑΟΚ-ΠΑΟΚ άλλη τέτοια ομάδα σ' όλη την Ελλάδα δεν θα ξαναβγεί. | San tou PAOK tin omáda den ypárchei stin Elláda omadára doxasméni kai me dáfnes stolisméni pou ta énteka paidiá mas ta 'choume óloi stin kardiá mas. PAOK-PAOK trémoun t'onomá sou kai sto pérasmá sou trémei óli i gi PAOK-PAOK álli tétoia omáda s' óli tin Elláda den tha xanavgeí. Atsalónoun tin psychí mas oi chiliádes opadoí mas giatí tétoia endekáda den ypárchei stin Elláda prótoi tha anakirychthoúme kai sto máti tha tous boúme PAOK-PAOK trémoun t'onomá sou kai sto pérasmá sou trémei óli i gi PAOK-PAOK álli tétoia omáda s' óli tin Elláda den tha xanavgeí. Eísai i dóxa tou Borrá mas to kamári ki i chará mas ki Óloi oi antípamoí mas trémoune tin dýnamí mas kai gi autó th'akoúne Toúmba kai tha kánoun óloi toúmba. PAOK-PAOK trémoun t'onomá sou kai sto pérasmá sou trémei óli i gi PAOK-PAOK álli tétoia omáda s' óli tin Elláda den tha xanavgeí. | 이 세상에 파오크 같은 팀은 그리스에 존재하지 않네 영광스럽고 큰 클럽 월계관으로 장식된 클럽 그리고 우리는 열한명의 자식을 가졌네 우리의 가슴 안에. 파오크-파오크 그들이 우리의 이름을 두려워 하네 당신의 발걸음에 모든 지구가 떠네 파오크-파오크 이와 같은 클럽은 그리스 전국에 없으리. 강철같은 영혼 수천명의 우리 서포터들 우리는 이런 선수단을 가졌기에 이러한 팀은 또 존재하지 않네 우리는 1위를 차지할 것이네 그리고 우리는 그들의 눈을 사로잡을 것이네. 파오크-파오크 그들이 우리의 이름을 두려워 하네 당신의 발걸음에 모든 지구가 떠네 파오크-파오크 이와 같은 클럽은 그리스 전국에 없으리. 당신은 북쪽의 영광이자 자존심과 우리의 기쁨 그리고 우리의 모든 상대들 그들은 우리의 힘을 두려워하네 그리고 그들은 "툼바"를 들을 것이네 그리고 그들은 재주를 넘을 것이네. 파오크-파오크 그들이 우리의 이름을 두려워 하네, 당신의 발걸음에 모든 지구가 떠네. 파오크-파오크 이와 같은 클럽은 그리스 전국에 없으리. 그리스 전국에 없으리. |

## 라이벌전
올림피아코스와 PAOK 간의 라이벌 관계는 1960년대에 시작한 오래된 관계로, 불명예스러운 요르고스 쿠다스의 PAOK에서 올림피아코스로의 이적에 의해 발생했다. 라이벌 관계는 아테네와 테살로니키 간의 차이에 따른 구도 발생으로 불을 붙였다.
PAOK의 지역 라이벌 아리스와도 오랜 기간 악연을 지니고 있으며, 두 차례의 그리스 컵 결승전을 통해 발생했고, 이 두 결승전에서 한 개씩 양팀이 나누어 가져갔다. 연간적으로, 그리스 리그에서 두 팀이 더비전을 치르며, 그라운드 안과 밖에서의 폭력 사태가 수반된다.
파나티나이코스와 AEK도 주요 라이벌들로 분류된다.

## 통계

### 리그 기록 및 통계
| 시즌    | 순위 | 승무패      | 골    | 승점 | 시즌    | 순위 | 승무패     | 골    | 승점 | 시즌    | 순위 | 승무패   | 골    | 승점 | 시즌    | 순위 | 승무패  | 골    | 승점 |
| 1959–60 | 7    | 10–9–11     | 32–32 | 59   | 1976–77 | 3    | 21–10–3    | 63–27 | 52   | 1993–94 | 5    | 14–9–11  | 45–38 | 51   | 2010–11 | 3    | 14–6–10 | 32–29 | 48   |
| 1960–61 | 10   | 7–15–8      | 31–33 | 59   | 1977–78 | 2    | 16–14–4    | 48–24 | 46   | 1994–95 | 3    | 20–5–9   | 55–29 | 65   | 2011–12 | 5    | 14–8–8  | 45–27 | 50   |
| 1961–62 | 6    | 12–6–12     | 32–43 | 60   | 1978–79 | 4    | 18 – 9 – 7 | 73–23 | 45   | 1995–96 | 14   | 10–11–13 | 42–46 | 38B  | 2012–13 | 2    | 18–8–4  | 46–19 | 62   |
| 1962–63 | 4    | 13–8–9      | 44–34 | 64   | 1979–80 | 5    | 17–7–10    | 53–33 | 41   | 1996–97 | 4    | 19–9–6   | 53–28 | 66   | 2013–14 | 3    | 21–6–7  | 68–37 | 69   |
| 1963–64 | 8    | 10–7–13     | 22–30 | 56A  | 1980–81 | 4    | 15–12–7    | 52–31 | 42   | 1997–98 | 4    | 21–7–6   | 74–41 | 70   | 2014–15 |      |         |       |      |
| 1964–65 | 8    | 9–10–11     | 29–33 | 58   | 1981–82 | 3    | 18–10–6    | 55–22 | 46   | 1998–99 | 4    | 19–5–10  | 52–31 | 62   |         |      |         |       |      |
| 1965–66 | 6    | 10–9–11     | 43–49 | 59   | 1982–83 | 4    | 18–6–10    | 49–28 | 42   | 1999–00 | 5    | 15–10–9  | 64–44 | 55   |         |      |         |       |      |
| 1966–67 | 4    | 13–11–6     | 36–20 | 67   | 1983–84 | 5    | 11–13–6    | 33–29 | 45   | 2000–01 | 4    | 14–9–7   | 66–48 | 51   |         |      |         |       |      |
| 1967–68 | 9    | 13 – 7 – 14 | 45–40 | 67   | 1984–85 | 1    | 19 – 8 – 3 | 54–26 | 46   | 2001–02 | 4    | 14–6–6   | 55–45 | 48   |         |      |         |       |      |
| 1968–69 | 5    | 16–10–8     | 58–37 | 76   | 1985–86 | 10   | 10–7–13    | 33–38 | 27   | 2002–03 | 4    | 16–5–9   | 59–38 | 53   |         |      |         |       |      |
| 1969–70 | 5    | 12–17–5     | 52–25 | 75   | 1986–87 | 5    | 13–9–8     | 39–23 | 29C  | 2003–04 | 3    | 18–6–6   | 47–27 | 60   |         |      |         |       |      |
| 1970–71 | 8    | 12–10–12    | 38–32 | 68   | 1987–88 | 3    | 17–5–8     | 60–27 | 39   | 2004–05 | 5    | 13–7–10  | 43–39 | 46   |         |      |         |       |      |
| 1971–72 | 5    | 18–10–6     | 53–27 | 80   | 1988–89 | 8    | 11–10–9    | 34–30 | 32   | 2005–06 | 6    | 13–7–10  | 44–31 | 46   |         |      |         |       |      |
| 1972–73 | 2    | 27–4–3      | 75–24 | 92   | 1989–90 | 3    | 19–8–7     | 49–26 | 46   | 2006–07 | 6    | 13–6–11  | 32–29 | 45   |         |      |         |       |      |
| 1973–74 | 4    | 16–11–7     | 62–32 | 43   | 1990–91 | 4    | 16–9–9     | 56–39 | 38B  | 2007–08 | 9    | 10–5–15  | 29–35 | 35   |         |      |         |       |      |
| 1974–75 | 3    | 19–8–7      | 73–28 | 46   | 1991–92 | 4    | 13–13–8    | 44–44 | 39   | 2008–09 | 4    | 18–9–3   | 39–16 | 63   |         |      |         |       |      |
| 1975–76 | 1    | 21–7–2      | 60–17 | 49   | 1992–93 | 5    | 17–6–11    | 52–38 | 57   | 2009–10 | 2    | 19–5–6   | 41–16 | 62   |         |      |         |       |      |

A 1점 삭감

B 3점 삭감

C 1986-87 시즌에 경기 3개가 무효화되어 6점이 감점되었다.
- 승무패에 따른 승점은 1972-73 시즌까지 3-2-1, 그로부터 1991-92 시즌까지 2-1-0, 그 후로는 3-1-0이었다.

### 최다 출장 및 득점 기록
2015년 2월 17일 기준
| 순위 | 이름                      | 출장 |
| ---- | ------------------------- | ---- |
| 1    | 요르고스 쿠다스           | 504  |
| 2    | 코스타스 이오시피디스     | 397  |
| 3    | 얀니스 구나리스           | 376  |
| 4    | 스타브로스 사라피스       | 358  |
| 5    | 아리스타르호스 푼투키디스 | 336  |
| 6    | 쿨리스 아포스톨리디스     | 280  |
| 7    | 요르고스 스카르타도스     | 265  |
| 8    | 요르고스 투르수니디스     | 261  |
| 9    | 디미트리스 살핑기디스     | 260  |
| 10   | 얀니스 다마나키스         | 242  |

| 순위 | 이름                      | 골  |
| ---- | ------------------------- | --- |
| 1    | 스타브로스 사라피스       | 136 |
| 2    | 요르고스 쿠다스           | 134 |
| 3    | 디미트리스 살핑기디스     | 90  |
| 4    | 요르고스 스카르타도스     | 84  |
| 5    | 요르고스 코스티코스       | 78  |
| 6    | 네투 게리누               | 66  |
| 7    | 파나요티스 케르마니디스   | 59  |
| 8    | 스테파노스 아타나시아디스 | 56  |
| 9    | 쿨리스 아포스톨리디스     | 51  |
| 10   | 디미트리스 파리디스       | 49  |

### 유럽대항전 기록
PAOK는 챔피언스리그를 제외한 모든 UEFA 주관 대회에 출전했다. 대부분 UEFA 유로파리그와 UEFA컵위너스컵에 참가했으며, PAOK는 간혹 유럽의 거함을 격침시키기도 했으며, 그리스 국경 밖에서도 잘 알려진 팀이다. 클럽에서 조명받은 것은 열정적인 팬들로, 이들은 모든 경기에서 구단을 따라갔다.
PAOK의 역대 최고 컵위너스컵 성적은 1973-74 시즌에 냈으며, 이때 대회 8강까지 진출했다. 레기아 바르샤바와 리옹을 꺾은 PAOK는 밀란에게 산 시로에서 0-3으로 패하고, 툼바 경기장에서 2-2로 패해 탈락했다.
UEFA 유로파리그 최고 성적은 1997-98 시즌에 기록했다. PAOK는 아스널을 합계 2-1로 따돌리고 2라운드에 진출해 아틀레티코 마드리드에게 합계 6-9로 패해 탈락했다.
가장 최근에 유럽대항전에서 달성한 업적은 UEFA 유로파리그 2010-11 플레이오프전에서 터키의 페네르바흐체를 꺾고 조별 리그에 진출한 것으로, 비야레알, 디나모 자그레브, 그리고 클뤼프 브뤼허와 같은 조에 편성되었다. 이 시즌은 러시아의 CSKA 모스크바에 패하는 것으로 끝났는데, PAOK는 이 경기에서도 열심히 싸웠다.
- 클럽이 유럽대항전에서 거둔 최다 점수차 승리는 1999년 로코모티비 트빌리시를 상대로 기록했으며, 반대로 최다 점수차 패배를 당한 것은 1965년, 비너에게 0-6으로 진 것이다.
- PAOK는 UEFA컵에서 클뤼프 브뤼허에 이어 1회 적게 최다 연속 진출 기록을 지니고 있다. 클럽은 1997-98 시즌부터 2005-06 시즌까지 UEFA컵에 참가했다. PAOK는 2006년에 본선에 진출하고도, 큰 빚이 쌓여 UEFA로부터 2006-07 시즌 UEFA컵 출전 금지 징계를 당해 브뤼허와 기록 동률을 이룰 기회를 놓쳤다.

## 역대 성적
- 총 우승 횟수: 10회[48]

### 국내 대회
- 범그리스 리그 / 알파 에트니키 / 수페르리가 엘라다 우승 3회
  - 우승: 1975–76, 1984–85, 2018-19, 2023-2024
  - 준우승: 1936–37, 1939–40, 1972-73, 1977-78, 2009–10, 2015-16, 2017–18, 2019–20
- 그리스 컵 우승 7회
  - 우승: 1971–72, 1973–74, 2000–01, 2002–03, 2016–17, 2017–18, 2018–19, 2021
  - 준우승: 1938-39, 1950-51, 1954–55, 1969–70, 1970–71, 1972–73, 1976–77, 1977–78, 1980–81, 1982–83, 1984–85, 1991–92, 2013–14
- 대그리스 컵 우승 1회
  - 우승: 1973
- 마케도니아 축구 클럽 연합 리그 우승 7회
  - 우승: 1936-37, 1947–48, 1949–50, 1953–54, 1954–55, 1955–56, 1956–57,

## 선수

### 현재 선수 명단
(현재는 많이 바뀌었다)
참고: FIFA 자격 규정에 따라 소속된 국가대표팀 국기를 표시합니다. 선수는 복수의 FIFA 비회원국 국적을 가지고 있을 수 있습니다.
| 번호 | 포지션 | 국적       | 이름                          |
| ---- | ------ | ---------- | ----------------------------- |
| 1    | GK     | 카메룬     | 샤를 이탕주                   |
| 2    | DF     |            | 얀니스 스콘드라스             |
| 4    | DF     |            | 요르고스 카치카스             |
| 5    | DF     |            | 러즈반 라츠                   |
| 6    | MF     |            | 알렉산드로스 치올리스         |
| 7    | MF     | 이스라엘   | 에얄 골라사                   |
| 8    | MF     |            | 헷비허스 마뒤로               |
| 9    | FW     |            | 디미트리스 파파도풀로스       |
| 10   | FW     |            | 파쿤도 페레이라               |
| 11   | FW     | 슬로바키아 | 로베르트 마크                 |
| 13   | DF     |            | 소티리스 파파얀노풀로스       |
| 14   | FW     |            | 디미트리스 살핑기디스 (3주장) |
| 15   | FW     |            | 디미터르 베르바토프           |

| 번호 | 포지션 | 국적     | 이름                             |
| ---- | ------ | -------- | -------------------------------- |
| 16   | MF     | 에콰도르 | 크리스티안 노보아                |
| 18   | FW     |          | 에프티미스 쿨루리스              |
| 20   | DF     | 포르투갈 | 히카르두 코스타                  |
| 22   | DF     |          | 디미트리스 콘스탄티니디스        |
| 23   | MF     |          | 파나요티스 델리얀니디스          |
| 27   | DF     | 포르투갈 | 미겔 비토르                      |
| 32   | MF     |          | 파니스 찬다리스                  |
| 33   | FW     |          | 스테파노스 아타나시아디스 (주장) |
| 50   | GK     |          | 아스테리오스 야쿠미스            |
| 70   | DF     |          | 스텔리오스 키치우                |
| 71   | GK     |          | 파나요티스 글리코스 (부주장)     |
| 96   | MF     |          | 스텔리오스 포조글루              |

- 안드리야 지브코비치(2020 ~ )

### 임대 선수 명단
참고: FIFA 자격 규정에 따라 소속된 국가대표팀 국기를 표시합니다. 선수는 복수의 FIFA 비회원국 국적을 가지고 있을 수 있습니다.
| 번호 | 포지션 | 국적     | 이름                                          |
| ---- | ------ | -------- | --------------------------------------------- |
| —    | GK     |          | 니코스 멜리사스 (→ 이라클리스 프사흐나)       |
| —    | DF     | 알바니아 | 크리스티 코세 (→ 아폴론 칼라마리아스)         |
| —    | MF     |          | 스테파노스 폴리조스 (→ 아이기니아코스)        |
| —    | MF     |          | 코스타스 파나요투디스 (→ 아폴론 칼라마리아스) |
| —    | MF     |          | 디미트리스 펠카스 (→ 비토리아)                |
| —    | MF     |          | 키리아코스 사비디스 (→ OFI)                   |

| 번호 | 포지션 | 국적 | 이름                                          |
| ---- | ------ | ---- | --------------------------------------------- |
| —    | MF     |      | 디미트리스 얀눌리스 (→ 피에리코스)            |
| —    | MF     |      | 루카스 (→ 데포르티보)                         |
| —    | MF     |      | 마르턴 마르턴스 (→ 세르클러 브뤼허)           |
| —    | MF     |      | 디미트리스 포포비치 (→ 아이기니아코스)        |
| —    | FW     |      | 얀니스 미스타키디스 (→ 피에리코스)            |
| —    | FW     |      | 바실리스 파파도풀로스 (→ 아폴론 칼라마리아스) |

### 선수 명단 제외
참고: FIFA 자격 규정에 따라 소속된 국가대표팀 국기를 표시합니다. 선수는 복수의 FIFA 비회원국 국적을 가지고 있을 수 있습니다.
| 번호 | 포지션 | 국적 | 이름                |
| ---- | ------ | ---- | ------------------- |
| —    | GK     |      | 하코보              |
| —    | DF     |      | 게오르요스 차벨라스 |
| —    | DF     |      | 니코스 스피로풀로스 |

### U–20팀 선수 명단
2013년 8월 23일
참고: FIFA 자격 규정에 따라 소속된 국가대표팀 국기를 표시합니다. 선수는 복수의 FIFA 비회원국 국적을 가지고 있을 수 있습니다.
| 번호 | 포지션 | 국적     | 이름                          |
| ---- | ------ | -------- | ----------------------------- |
| —    | GK     |          | 아포스톨로스 쿠토글리디스     |
| —    | GK     |          | 라파일-사바스 솔레이메조글루  |
| —    | GK     |          | 니콜라오스 델리얀니스         |
| —    | DF     |          | 안토니스 아나스타시우         |
| —    | DF     |          | 니코스 바사이티스             |
| —    | DF     |          | 포티스 판테키디스             |
| —    | DF     |          | 사바스 토팔리디스             |
| —    | DF     |          | 파나요티스 파파니콜라우       |
| —    | DF     |          | 아힐레아스 푸구라스           |
| —    | DF     | 알바니아 | 아르비 란쟈                   |
| —    | DF     |          | 파나요티스 치암파지스         |
| —    | MF     |          | 아나스타시오스 디미트리아디스 |
| —    | MF     |          | 요르고스 카코                 |

| 번호 | 포지션 | 국적     | 이름                        |
| ---- | ------ | -------- | --------------------------- |
| —    | MF     |          | 마놀리스 파트랄리스         |
| —    | MF     |          | 알렉산드로스 피아스토풀로스 |
| —    | MF     |          | 클레온 푸플리스             |
| —    | MF     |          | 사바스 투마니디스           |
| —    | MF     |          | 티모테오스 첼레피디스       |
| —    | MF     |          | 얀니스 촐라키디스           |
| —    | MF     |          | 바실리스 하치딤파스         |
| —    | MF     |          | 아리스토텔리스 파나요티디스 |
| —    | MF     |          | 요르고스 치스토풀로스       |
| —    | MF     |          | 니코스 시암파니스           |
| —    | FW     |          | 니코스 시라코스             |
| —    | FW     |          | 이아소나스 판텔리디스       |
| —    | FW     | 알바니아 | 크리스티안 쿠슈타           |

### PAOK 역대 주장
| 시즌    | 주장                  |
| ------- | --------------------- |
| 1977–78 | 요르고스 쿠다스       |
| 1978–79 | 요르고스 쿠다스       |
| 1979–80 | 요르고스 쿠다스       |
| 1980–81 | 요르고스 쿠다스       |
| 1981–82 | 요르고스 쿠다스       |
| 1982–83 | 요르고스 쿠다스       |
| 1983–84 | 코스타스 이오시피디스 |
| 1984–85 | 코스타스 이오시피디스 |
| 1985–86 | 요르고스 스카르타도스 |
| 1986–87 | 요르고스 스카르타도스 |
| 1987–88 | 요르고스 스카르타도스 |
| 1988–89 | 요르고스 스카르타도스 |

| 시즌      | 주장                  |
| --------- | --------------------- |
| 1989–90   | 요르고스 스카르타도스 |
| 1990–91   | 요르고스 스카르타도스 |
| 1991–92   | 요르고스 스카르타도스 |
| 1992–93   | 알렉시스 알렉시우     |
| 1993–94   | 알렉시스 알렉시우     |
| 1994–95   | 알렉시스 알렉시우     |
| 1995–96   | 알렉시스 알렉시우     |
| 1996–97   | 테오도로스 자고라키스 |
| 1997–98   | 테오도로스 자고라키스 |
| 1998–99   | 니콜라오스 미호풀로스 |
| 1999–2000 | 니콜라오스 미호풀로스 |
| 2000–01   | 키리아코스 토후로글루 |

| 시즌    | 주장                    |
| ------- | ----------------------- |
| 2001–02 | 키리아코스 토후로글루   |
| 2002–03 | 게오르요스 게오르야디스 |
| 2003–04 | 디미트리스 마르코스     |
| 2004–05 | 디미트리스 살핑기디스   |
| 2005–06 | 테오도로스 자고라키스   |
| 2006–07 | 테오도로스 자고라키스   |
| 2007–08 | 게오르요스 게오르야디스 |
| 2008–09 | 판텔리스 콘스탄티니디스 |
| 2009–10 | 세르지우 콘세이상       |
| 2010–11 | 코스타스 할키아스       |
| 2011–12 | 코스타스 할키아스       |
| 2012–13 | 파블로 가르시아         |

| 시즌    | 주장                      |
| ------- | ------------------------- |
| 2013–14 | 디미트리스 살핑기디스     |
| 2014–15 | 스테파노스 아타나시아디스 |

### 시즌 올해의 선수
| 시즌      | 수상자                  |
| --------- | ----------------------- |
| 1998–99   | 테오도로스 자고라키스   |
| 1999–0000 | 지시스 브리자스         |
| 2000–01   | 코스타스 프란체스코스   |
| 2001–02   | 오마리 테트라제         |
| 2001–02   | 게오르요스 게오르야디스 |
| 2002–03   | 게오르요스 게오르야디스 |
| 2003–04   | 디미트리스 살핑기디스   |
| 2004–05   | 디미트리스 살핑기디스   |
| 2005–06   | 디미트리스 살핑기디스   |

| 시즌    | 수상자                      |
| ------- | --------------------------- |
| 2006–07 | 마르친 미엥시엘             |
| 2007–08 | 라자로스 흐리스토둘로풀로스 |
| 2008–09 | 파블로 콘트레라스           |
| 2009–10 | 비에이리냐                  |
| 2010–11 | 비에이리냐                  |
| 2011–12 | 파블로 가르시아             |
| 2012–13 | 리누                        |
| 2013–14 | 리누                        |

### 영구 결번
- 12 –  팬들은 필드 위의 "12번째 선수들"로 간주된다.
- 17 –  파나요티스 카추리스, 1998년 교통 사고로 사망한 PAOK 선수를 기리기 위해 영구 결번.

## 스태프

### 보드진
| 현 보드진 \| 지위 \| 이름 \| \| --------------- \| ------------------------------------------------------------- \| \| 구단주 \| 이반 사비디스 \| \| 회장 & CEO \| 아이코보스 앙겔리데스 \| \| 축구 조언가 \| 테오도로스 자고라키스 \| \| 총 책임자 \| 흐리소스토모스 가가치스 \| \| 축구고문 \| 판텔리스 콘스탄티니디스 \| \| 기술고문 \| 지시스 브리자스 \| \| 유소년 부서고문 \| 반겔리스 풀리오토풀로스 \| \| 보드진 \| 디모크라티스 파파도폴로스 일리아스 게론티디스 마리아 곤차로바 \| \| 법정부서 \| 아힐레아스 마브로마티스 \| \| 보도부서 \| 요티스 파나요타스 \| \| 마케팅 부서 \| 라자로스 바흐체바노스 \| |                                                               |
| 지위 | 이름                                                          |
| 구단주 | 이반 사비디스                                                 |
| 회장 & CEO | 아이코보스 앙겔리데스                                         |
| 축구 조언가 | 테오도로스 자고라키스                                         |
| 총 책임자 | 흐리소스토모스 가가치스                                       |
| 축구고문 | 판텔리스 콘스탄티니디스                                       |
| 기술고문 | 지시스 브리자스                                               |
| 유소년 부서고문 | 반겔리스 풀리오토풀로스                                       |
| 보드진 | 디모크라티스 파파도폴로스 일리아스 게론티디스 마리아 곤차로바 |
| 법정부서 | 아힐레아스 마브로마티스                                       |
| 보도부서 | 요티스 파나요타스                                             |
| 마케팅 부서 | 라자로스 바흐체바노스                                         |

### 코칭스태프
| 지위            | 성명                                                          |
| --------------- | ------------------------------------------------------------- |
| 감독            | 러즈반 루체스쿠                                               |
| 수석 / 체력코치 | 레오니다스 디미트라코풀로스                                   |
| 골키퍼 코치     | 아포스톨로스 테르지스                                         |
| 총 책임자       | 코스타스 라고니디스                                           |
| 수석 의료진     | 요르고스 오이코노미디스                                       |
| 활동 생리학     | 니코스 쿠틀리아노스                                           |
| 부상 재활       | 얀니스 카차니카스                                             |
| 물리 치료사     | 니코스 치렐라스 코스타스 미하일리디스 타나시스 카풀라스       |
| 분석가          | 키리아코스 치티리디스                                         |
| 스카우터        | 얀니스 블라호스 요르고스 코스티코스 키리아코스 알렉산드리디스 |

| 지위        | 이름                        |
| ----------- | --------------------------- |
| 감독        | 블라디미르 이비치           |
| 체력코치    | ' 그리고리스 카발리에라토스 |
| 골키퍼 코치 | 흐리스토스 켈페키스         |
| 조언가      | 그리고리스 카라벨리스       |
| 의료진      | 얀니스 우사초풀로스         |
| 물리 치료사 | 스타브로스 테르자니디스     |
| 관리자      | 타나시스 바리에메지스       |

### 역대 감독
PAOK의 1970년부터 현재까지의 역대 감독:
| 시즌    | 감독                                                | 시즌      | 감독                                                                        | 시즌    | 감독                                                            |
| 1970–71 | 이비차 호르바트 레스 섀넌                           | 1985–86   | 발터 스코치크 미할리스 벨리스                                               | 2000–01 | 두샨 바예비치                                                   |
| 1971–72 | 레스 섀넌                                           | 1986–87   | 테이스 리브러흐츠                                                           | 2001–02 | 두샨 바예비치                                                   |
| 1972–73 | 레스 섀넌                                           | 1987–88   | 테이스 리브러흐츠 미할리스 벨리스                                           | 2002–03 | 앙겔로스 아나스타시아디스                                       |
| 1973–74 | 레스 섀넌                                           | 1988–89   | 리뉘스 이스라옐 니코스 알레판토스 스타브로스 사라피스                       | 2003–04 | 앙겔로스 아나스타시아디스                                       |
| 1974–75 | 레스 섀넌 아포스톨로스 프로요스 로란트 줄러         | 1989–90   | 롭 야콥스                                                                   | 2004–05 | 앙겔로스 아나스타시아디스 롤프 프링어 니코스 카라게오르기우     |
| 1975–76 | 로란트 줄러                                         | 1990–91   | 롭 야콥스 흐리스토스 테르자니디스                                           | 2005–06 | 니코스 카라게오르기우 게오르요스 코스티코스 일리에 두미트레스쿠 |
| 1976–77 | 브란코 스탄코비치 빌리 빙엄                         | 1991–92   | 미로슬라프 블라체비치 이오안니스 구나리스                                   | 2006–07 | 일리에 두미트레스쿠 몸칠로 부코티치 게오르요스 파라스호스       |
| 1977–78 | 빌리 빙엄 디미트리스 칼로얀니스 라키스 페트로풀로스 | 1992–93   | 륩코 페트로비치 니코스 잘리카스 올레흐 블로힌                               | 2007–08 | 게오르요스 파라스호스 페르난두 산투스                           |
| 1978–79 | 에곤 피에하체크                                     | 1993–94   | 올레흐 블로힌 스타브로스 사라피스                                           | 2008–09 | 페르난두 산투스                                                 |
| 1979–80 | 에곤 피에하체크 로란트 줄러                         | 1994–95   | 아리 한                                                                     | 2009–10 | 페르난두 산투스                                                 |
| 1980–81 | 로란트 줄러 아리스타르호스 푼투키디스               | 1995–96   | 아리 한 스타브로스 사라피스 드라간 코코토비치 미할리스 벨리스 군데르 벵트손 | 2010–11 | 마리오 베레타 파블로스 데르미차키스 마키스 하보스               |
| 1981–82 | 하인츠 회허                                         | 1996–97   | 군데르 벵트손 흐리스토스 아르혼티디스 앙겔로스 아나스타시아디스             | 2011–12 | 라슬로 뵐뢰니                                                   |
| 1982–83 | 하인츠 회허                                         | 1997–98   | 앙겔로스 아나스타시아디스                                                   | 2012–13 | 요르고스 도니스 게오르요스 게오르야디스                         |
| 1983–84 | 체르너이 팔                                         | 1998–99   | 올레흐 블로힌 앙겔로스 아나스타시아디스 아리 한                             | 2013–14 | 휘프 스테번스 게오르요스 게오르야디스                           |
| 1984–85 | 발터 스코치크                                       | 1999–2000 | 아리 한 스타브로스 사라피스 두샨 바예비치                                   | 2014–15 | 앙겔로스 아나스타시아디스                                       |

- 가장 임기가 긴 감독은 페르난두 산투스이며, (2년 10개월) 가장 임기가 짧은 감독은 마리오 베레타이다. (38일)[28]
- 앙겔로스 아나시아디스는 세번의 임기 기간을 합치면 가장 임기가 긴 감독이다. (4년 2개월)

### PAOK 역대 회장
2013년 9월 13일
| 이름                          | 국적   | 연도      |
| ----------------------------- | ------ | --------- |
| 요르고스 판텔라키스           | 그리스 | 1970–1984 |
| 페트로스 칼라파티스           | 그리스 | 1984–1985 |
| A. 사비디스                   | 그리스 | 1985–1988 |
| 데데오글루                    | 그리스 | 1988–1989 |
| 토마스 불리노스               | 그리스 | 1989–1995 |
| 아포스톨로스 아포스톨로풀로스 | 그리스 | 1990      |
| 요르고스 칼리바스             | 그리스 | 1996      |
| 요르고스 바타투디스           | 그리스 | 1996–2003 |
| 페트로스 칼라파티스           | 그리스 | 1998-2001 |

| 이름                        | 국적     | 연도      |
| --------------------------- | -------- | --------- |
| 얀니스 구메노스             | 그리스   | 2000–2006 |
| 바실리스 파고니스           | 그리스   | 2003      |
| 아포스톨로스 오이코노미디스 | 그리스   | 2006–2007 |
| 테오도로스 자고라키스       | 그리스   | 2007–2009 |
| 지시스 브리자스             | 그리스   | 2009–2010 |
| 테오도로스 자고라키스       | 그리스   | 2010–2011 |
| 지시스 브리자스             | 그리스   | 2011–2014 |
| 이아코보스 앙겔리데스       | 키프로스 | 2014–     |

## 같이 보기
- PAOK (모태 종합 클럽)
- PAOK BC - (PAOK의 농구 부서)
- PAOK HC - (PAOK의 핸드볼 부서)
- PAOK VC - (PAOK의 배구 부서)
- 툼바 경기장 (PAOK 축구부의 홈구장)